# Centrale nucléaire
Une centrale nucléaire est un site industriel destiné à la production d'électricité, comprenant un ou plusieurs réacteurs nucléaires. La puissance électrique d'une centrale varie de quelques mégawatts à plusieurs milliers de mégawatts en fonction du nombre et du type de réacteur en service sur le site.
L'énergie d'une centrale nucléaire provient de la fission de noyaux d'atomes lourds. Celle-ci dégage de la chaleur, qui sert dans un premier temps à vaporiser de l'eau, comme dans toute centrale électrique thermique conventionnelle, puis la vapeur d'eau produite entraîne en rotation une turbine accouplée à un alternateur qui produit à son tour de l'électricité. C'est la principale application de l'énergie nucléaire dans le domaine civil.
On compte, dans le monde, environ 250 centrales nucléaires qui ont produit 9,8 % de l'électricité mondiale en 2021. Ces centrales comptent en décembre 2022 un total de 439 réacteurs opérationnels, dont 16 réacteurs japonais en attente d'autorisation de redémarrage. Leur puissance cumulée atteint 394 GW (897 MW en moyenne par réacteur) et 57 réacteurs sont en cours de construction (59 GW).

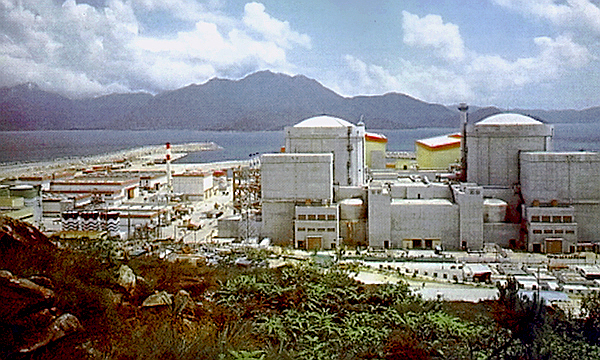
Centrale nucléaire de DayaBay (Chine) en mars 2007.

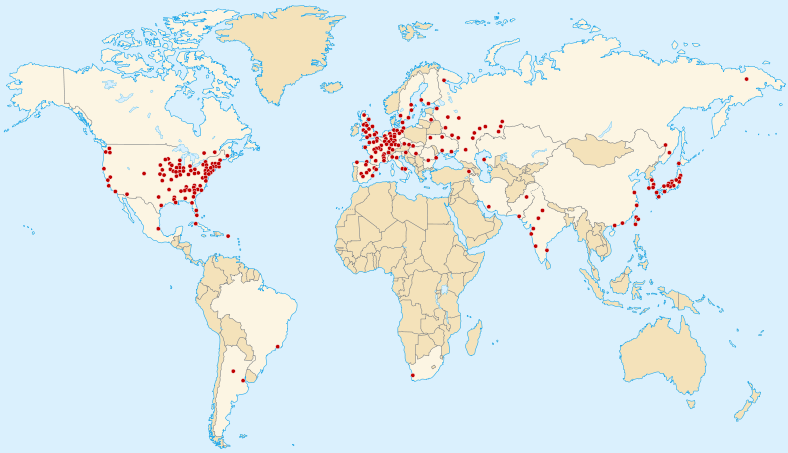
La répartition des centrales nucléaires dans le monde est très hétérogène : deux tiers des centrales sont en Europe de l'Ouest, aux États-Unis et au Japon. Cette carte date de 2008 ; depuis, le nombre de centrales en Chine s'est fortement accru.

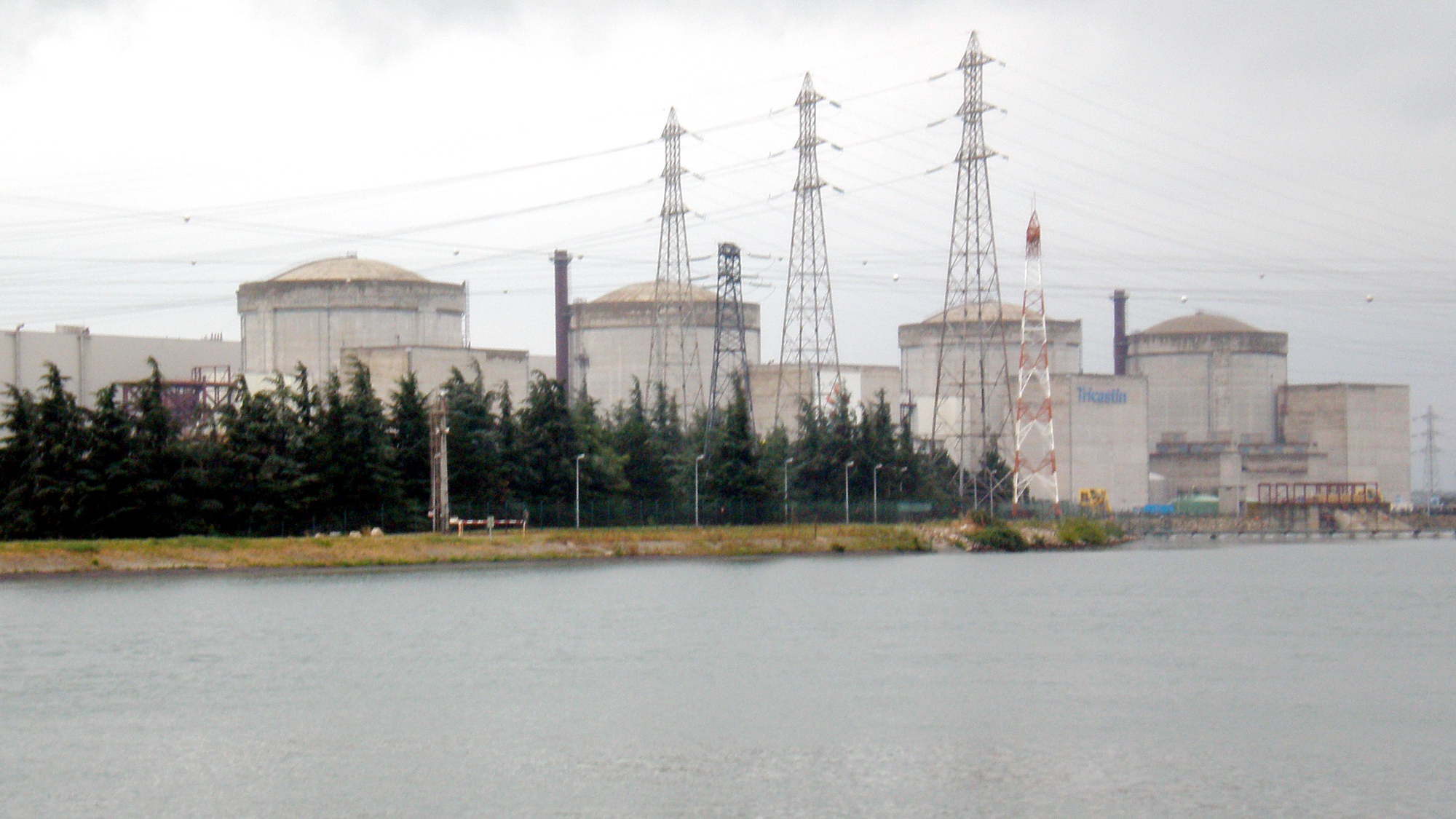
Centrale nucléaire du Tricastin (France) en août 2008.

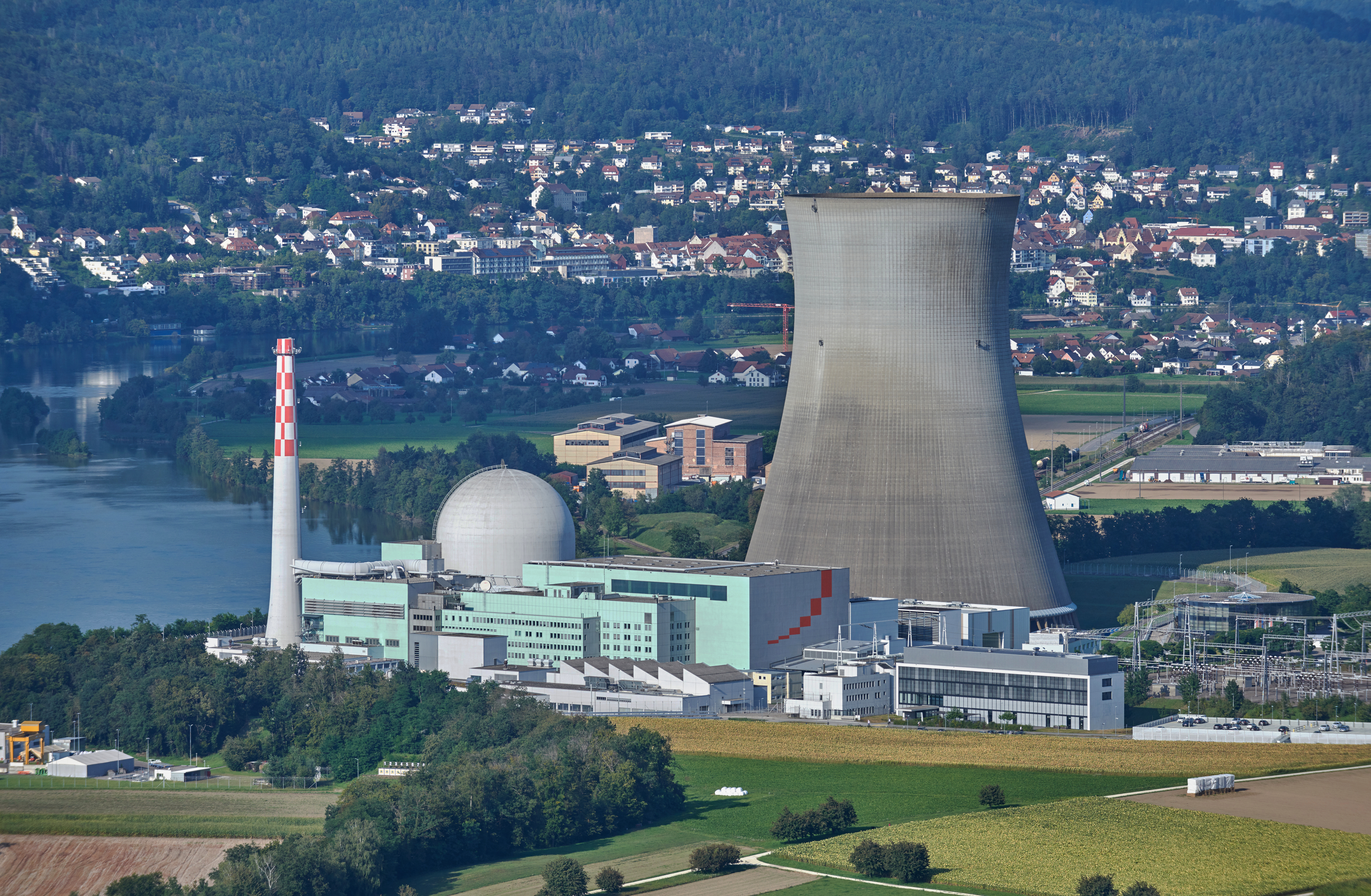
Centrale nucléaire de Leibstadt (Suisse) en août 2021.

## Histoire

### Années 1950: premières centrales

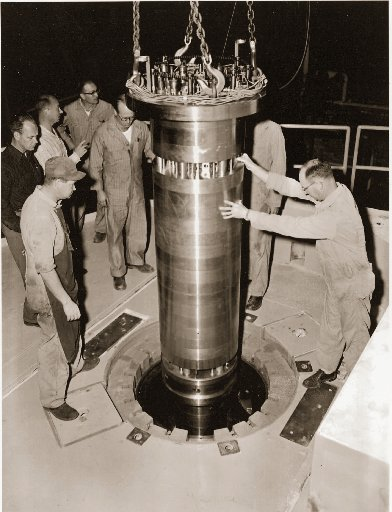
Installation de la cuve du premier réacteur EBR-1 (États-Unis).

La première centrale nucléaire du monde à produire de l'électricité (puissance de quelques centaines de watts) est l’Experimental Breeder Reactor I (EBR-I), construite au laboratoire national de l'Idaho aux États-Unis. Elle entre en service le 20 décembre 1951.
Le 27 juin 1954, une centrale nucléaire civile est connectée au réseau électrique à Obninsk en Union soviétique, fournissant une puissance électrique de cinq mégawatts.
Les centrales nucléaires suivantes sont celles de Marcoule dans la vallée du Rhône le 7 janvier 1956, de Sellafield au Royaume-Uni, connectée au réseau en 1956, et le réacteur nucléaire de Shippingport aux États-Unis, connecté en 1957. Cette même année, les travaux de construction du premier réacteur à usage civil en France (EDF1) démarrèrent à la centrale nucléaire de Chinon.

### De 1960 à 1986: croissance rapide
La puissance nucléaire mondiale a augmenté rapidement, s'élevant de plus de un gigawatt (GW) en 1960 jusqu'à 100 GW à la fin des années 1970, et 300 GW à la fin des années 1980.
Pendant l'année 1970, la construction de 37 nouveaux réacteurs était en cours et six étaient mis en service opérationnel. Entre 1970 et 1990 étaient construits plus de 5 GW par an, avec un pic de 33 GW en 1984.
Plus des deux tiers des centrales nucléaires commandées après janvier 1970 ont été annulées notamment comme conséquence de l'accident nucléaire de Three Mile Island.

### 1986: Tchernobyl

Évolution du parc mondial de réacteurs nucléaires ; impact des trois accidents électronucléaires majeurs.

En 1986, la catastrophe nucléaire de Tchernobyl a conduit à plusieurs moratoires ; la baisse des prix du pétrole durant les années 1990 a renforcé cette tendance, conduisant à construire moins de nouveaux réacteurs dans le monde. Parallèlement, les centrales vieillissent : en 2006, la majorité des réacteurs avaient de 15 à 36 ans, sept ayant même de 37 à 40 ans.
Les coûts économiques croissants, dus aux durées de construction de plus en plus longues, et le faible coût des combustibles fossiles, ont rendu le nucléaire moins compétitif dans les années 1980 et 1990. Par ailleurs, dans certains pays, l'opinion publique, inquiète des risques d'accidents nucléaires et du problème des déchets radioactifs, a conduit à renoncer à l'énergie nucléaire.
Le nombre de réacteurs nucléaires en construction dans le monde a commencé à diminuer en 1986, date de la catastrophe nucléaire de Tchernobyl.
Il s'est ensuite stabilisé vers 1994, année à partir de laquelle le taux de mise en construction de nouveaux réacteurs a stagné entre deux et trois par an.
En 1993, la part de la production d'électricité nucléaire dans la production électrique mondiale a atteint son plus haut point historique, à hauteur de 17 %. Cette part n'est plus que de 10 % en 2020 et 66,5 % en France.

### Années 2000: relance annoncée

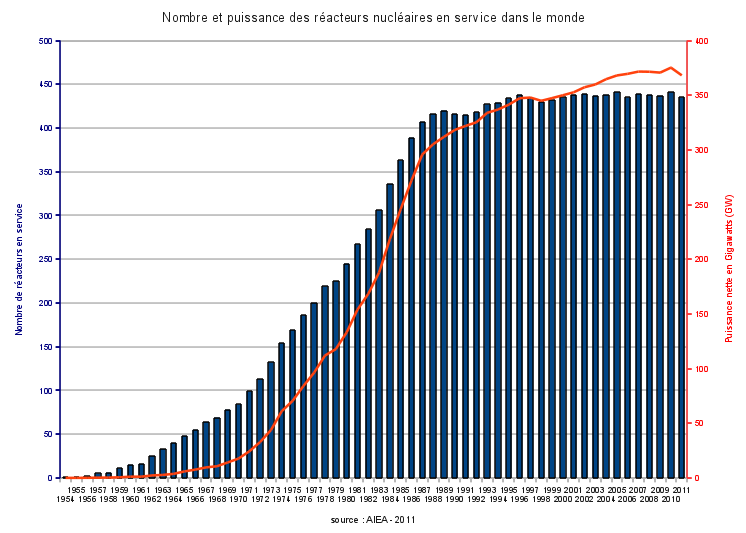
Nombre et puissance des réacteurs nucléaires en service dans le monde jusqu'en 2011.

Âge des réacteurs nucléaires en 2013.

À partir du milieu de la décennie 2000, la croissance des besoins en énergie, associée à la remontée des prix des énergies (hausse du prix du pétrole et du gaz, taxe carbone…) a conduit certains experts à annoncer une renaissance du nucléaire en Europe, Asie et Amérique. Par exemple, la Finlande s'est engagée dans la construction d’un réacteur pressurisé européen (EPR) à Olkiluoto depuis 2003, la construction d’un EPR à Flamanville (France) est en cours depuis 2007 et 27 réacteurs sont aussi en construction en Chine.
En 2005, seuls trois nouveaux réacteurs étaient mis en construction dans le monde et quatre réacteurs achevés étaient connectés au réseau. La capacité mondiale a augmenté beaucoup plus lentement, atteignant 366 GW en 2005, en raison du programme nucléaire chinois.
En 2006, mais surtout 2007, la demande repart poussée par les besoins énormes de la Chine en énergie et la hausse généralisée du prix des énergies fossiles.

### 2011: accident nucléaire de Fukushima
La crise économique de 2008 et l'accident nucléaire de Fukushima ont provoqué une baisse de la production d'électricité d'origine nucléaire, de 4,3 % en 2011 par rapport à 2010. Des pays comme l'Allemagne, la Belgique, la Suisse et Taïwan ont annoncé leur sortie du nucléaire. L'Égypte, l'Italie, la Jordanie, le Koweït et la Thaïlande ont décidé ne pas s'engager ou se réengager dans le nucléaire. Les chantiers de dix-huit réacteurs en construction affichent plusieurs années de retard, dont neuf en construction depuis plus de vingt ans.
À la suite de l'accident nucléaire de Fukushima en 2011, certains pays ont revu leur politique de développement de l'énergie nucléaire.
Par exemple :
- l'Allemagne, en mixant énergies fossiles et renouvelables[9],[10], a annoncé sa décision de fermer toutes ses centrales nucléaires avant fin 2022[11],
- l'Italie a abandonné ses projets nucléaires[12] ;
- la Suisse a renoncé à renouveler ses centrales[13] ;
- le Québec a fermé sa seule centrale nucléaire, la centrale nucléaire de Gentilly fin 2012[14] ;
- le Japon a annoncé une sortie du nucléaire avant 2030[15]. Plus tard, malgré les résistances de la population, le gouvernement japonais issu des élections de décembre 2012 s'est montré favorable au retour du nucléaire[16],[17] et a poursuivi le redémarrage des réacteurs nucléaires arrêtés à la suite de l’accident de Fukushima ; ainsi, début 2019, neuf réacteurs ont été remis en service et six autres ont reçu l’autorisation de redémarrer[18] ;
- la Chine, après avoir gelé les autorisations pour de nouveaux réacteurs[19], a décidé, fin 2012, une reprise des projets de construction de centrales[20],[21].

### Réacteurs nucléaires et centrales en projet
En février 2025, 62 réacteurs nucléaires sont en construction (pour 64 GW) dont 28 en Chine (pour 29,6 GW).
En 2016, dix réacteurs ont été mis en service (cinq en Chine, un en Corée du Sud, un en Inde, un au Pakistan, un en Russie et un aux États-Unis) et trois ont été arrêtés. Le rythme de démarrage des nouveaux réacteurs est resté ralenti ces dernières années par les retards enregistrés sur de nombreux chantiers, notamment des réacteurs de troisième génération, qui répondent à des normes de sûreté plus strictes. La Russie a connecté son premier VVER-1200 à Novovoronezh en 2016 avec quatre ans de retard ; la Corée du Sud a subi le même retard avec son premier APR-1400. Les huit AP1000 de Westinghouse, filiale américaine de Toshiba, accusent tous des retards de plusieurs années sur leur planning initial (deux à trois ans pour les quatre réacteurs en construction aux États-Unis, environ quatre ans pour le premier des quatre exemplaires prévus en Chine). Tout comme les quatre EPR français en chantier (six ans pour Flamanville en France, neuf ans pour Olkiluoto en Finlande et trois ans pour Taishan en Chine). Sur les 55 réacteurs en chantier recensés par le World Nuclear Industry Status Report (60 selon WNA, 61 selon l'AIEA), au moins 35 sont en retard.
La Chine vise 58 GW en 2020 et le dirigeant de CGN, He Yu, prévoit 150 à 200 GW installés pour 2030. La Russie construit 9 réacteurs sur son sol et monopolise une grande partie des commandes internationales : l'agence fédérale Rosatom, qui revendique 100 milliards de dollars de contrats pour 23 projets de réacteurs à l'étranger, semble mener la course en tête, en s'appuyant sur les nouveaux entrants du nucléaire civil : le Viêt Nam comme le Bangladesh, qui n'ont aucune expérience dans le domaine, apprécient son offre « clés en main », assortie de financements fournis par l'État russe.
En France, l'industrie nucléaire a conçu un réacteur de nouvelle génération EPR. EDF en a lancé la construction d'un démonstrateur ou prototype tête de série sur le site de Flamanville, dans la Manche, d'une puissance prévue de 1 600 MW. (Investissement d'un coût estimé à 3 milliards d'euros en 2003, revu à 5 milliards d'euros en 2010, revu à 6 milliards d'euros en juillet 2011 puis à 8,5 milliards en décembre 2012, et à 12,7 milliards d'euros en 2022).
Selon le scénario central des prévisions 2014 de l’Agence internationale de l'énergie (AIE), la part du nucléaire dans la production d’électricité s’accroîtra d’un point d'ici 2040, à 12 %, la puissance installée nucléaire s'accroissant de près de 60 %, à 624 GW, contre 392 GW en 2013 ; la géographie du nucléaire devrait se modifier profondément, avec un basculement vers l'Est : les capacités installées devraient ainsi presque décupler en Chine, à 149 GW, soit presque un quart de la puissance installée mondiale prévue pour 2040 ; les États-Unis enregistreraient une faible croissance et l’Union européenne serait la seule zone (avec le Japon) où l’atome enregistrerait une décroissance (– 14 %), la part du nucléaire dans la production d’électricité en Europe passant ainsi de 27 à 21 %. Si la plupart des pays prolongent la durée de vie de leurs centrales mises en service dans les années 1970 et 1980, 200 des 434 réacteurs aujourd’hui exploités dans le monde seront en cours de démantèlement à l’horizon 2040. Le nombre de pays exploitant du nucléaire devrait passer de 31 (en 2013) à 36 (en 2040), y compris en tenant compte de ceux ayant annoncé leur sortie de l’atome (Allemagne, Suisse et Belgique).
Le rapport The World Nuclear Industry, publié le 15 juillet 2015 par les consultants Mycle Schneider et Antony Froggatt, montre que le nombre de réacteurs nucléaires en exploitation est toujours très inférieur à son niveau de 2010, et qu'il y a de moins en moins de mises en chantier de nouveaux réacteurs : en 2014, on n'a compté que trois mises en chantier, en Argentine, en Biélorussie et aux Émirats arabes unis, et seulement deux sur les six premiers mois de 2015, en Chine, à comparer aux 15 démarrages de construction observés en 2010, et aux 10 de 2013. Au total, le nombre de réacteurs en construction sur la planète est passé à 62 unités dans 14 pays (contre 67 il y a un an), dont 24 en Chine (40 %), 8 en Russie et 6 en Inde. Le rapport souligne que les trois quarts de ces chantiers subissent des retards avérés. Cinq d'entre eux (aux États-Unis, en Russie et en Slovaquie) sont même « en construction » depuis plus de trente ans. Les réacteurs de troisième génération, en particulier, subissent de lourds retards, compris entre deux et neuf ans. Ils concernent les EPR d'Areva en France et en Finlande, ainsi que les huit AP1000 de Westinghouse et les six AES-2006 de Rosatom. En revanche, la construction des deux EPR de Taishan, en Chine, se déroule a priori comme prévu.
En avril 2019, la compagnie d'état russe Rosatom affiche un carnet de commandes de 133 milliards de dollars pour six contrats de réacteurs décrochés en Russie et 33 contrats à l'étranger, en particulier en Asie : Inde, Pakistan, Bangladesh. Mais le financement de ces projets s'avère difficile. Rosatom est donc amenée à renforcer ses coopérations avec des fournisseurs occidentaux, car pour vendre à l'étranger, il a besoin de leurs technologies pour rassurer les clients, convaincre les autorités internationales de sûreté et trouver des financements. Dans les faits, la construction officielle (coulage du béton du bâtiment réacteur) a débuté pour six réacteurs en Russie et sept à l’étranger (Biélorussie, Inde, Bangladesh et Turquie).

## Statistiques

### Réacteurs
En novembre 2024, l'Agence internationale de l'énergie atomique (AIEA) dénombre 415 réacteurs de puissance en fonctionnement dans le monde pour une puissance installée de 373,7 GW, plus 25 réacteurs dont l'exploitation est suspendue (21,3 GW), soit 21 au Japon et 4 en Inde, et 63 en construction (66,1 GW), dont 29 en Chine, 7 en Inde, 4 en Russie, 4 en Turquie, 4 en Égypte, 2 dans chacun des pays suivants : Corée du sud, Bangladesh, Japon, Ukraine et Royaume-Uni, et un dans chacun des pays suivants : Argentine, Brésil, France, Iran, Slovaquie.
Selon le rapport 2022 de l'Association nucléaire mondiale, la puissance installée en état de fonctionnement (y compris les réacteurs japonais à l'arrêt) atteint 396 GWe fin 2021 et celle en fonctionnement 370 GWe. Sur les 436 réacteurs en état de fonctionnement, 302 sont des réacteurs à eau pressurisée, 61 des réacteurs à eau bouillante, 48 sont du type réacteur à eau lourde pressurisée, 11 du type réacteur refroidi au gaz, 11 du type réacteur de grande puissance à tubes de force, 2 sont des réacteurs à neutrons rapides et 1 réacteur nucléaire à très haute température. Fin 2021, 53 réacteurs étaient en construction, dont 36 en Asie, 7 en Russie et Europe de l'Est, 6 en Europe occidentale et centrale, 4 en Amérique. Dix réacteurs ont été mis en chantier en 2021, dont 6 en Chine, 2 en Inde, 1 en Russie et 1 en Turquie. Six réacteurs ont été connectés au réseau et 10 ont été mis à l'arrêt.

### Production d'électricité
La part du nucléaire dans la production mondiale d'électricité était de 9,2 % en 2022 contre 16,9 % en 1990 et 3,3 % en 1973. Les principaux pays producteurs d'électricité nucléaire en 2023 sont les États-Unis (30,5 % du total mondial), la Chine (15,9 %), la France (12,7 %), la Russie (8,0 %) et la Corée du sud (6,7 %). La part du nucléaire dans la production d'électricité atteint 64,8 % en France, 42 % en Finlande, 41,2 % en Belgique, 30,7 % en Corée du Sud, 28,6 % en Suède, 19,7 % aux Émirats arabes unis, 18,6 % aux États-Unis, 18,4 % en Russie, 12,5 % au Royaume-Uni, 13,7 % au Canada, 5,6 % au Japon, 4,9 % en Chine, 3,1 % en Inde.

### Combustible
En 2018, selon l’Agence pour l'énergie nucléaire (AEN), les 348 réacteurs nucléaires commerciaux raccordés aux réseaux des pays membres de l'AEN, avec une puissance installée nette de 324,4 GW, ont requis 47 758 tonnes d'uranium pour une production d'électricité de 2 096 TWh.
Les prévisions de puissance nucléaire varient considérablement d'une région à l'autre. La région d’Asie de l’Est devrait connaître la plus forte augmentation, ce qui, d’ici à 2035, pourrait donner lieu à l’installation de nouvelles capacités entre 48 GW et 166 GW dans les cas bas et haut respectivement, ce qui représente des augmentations de plus de 54 % et 188 % par rapport à 2014. La puissance nucléaire des pays non membres de l'UE sur le continent européen devrait également augmenter de manière significative, avec des ajouts compris entre 21 et 45 GW d'ici 2035 (des augmentations respectives d'environ 49 et 105 %). Le Moyen-Orient, l’Asie centrale et méridionale et l’Asie du Sud-Est devraient connaître une croissance significative de leur puissance nucléaire, et une croissance plus modeste est prévue en Afrique et dans les régions d’Amérique centrale et du Sud. Pour l'Amérique du Nord, les prévisions les plus basses montrent que la puissance installée nucléaire reste à peu près la même en 2035 et augmente de 11 % dans les cas les plus élevés, en grande partie en fonction de la demande future en électricité, de la prolongation de la durée de vie des réacteurs existants et des politiques gouvernementales en matière d'émissions de gaz à effet de serre. Dans l'Union européenne, la puissance nucléaire en 2035 devrait soit diminuer de 48 % dans le scénario bas, soit augmenter de 2 % dans le scénario haut. Ces projections de 2015 sont soumises à une incertitude encore plus grande que d'habitude après l'accident de Fukushima.
Sur la base des besoins en uranium de l'année de 2015 (56 600 tonnes d'uranium), les ressources identifiées, y compris les ressources raisonnablement assurées et les ressources présumées, sont suffisantes pour plus de 135 ans,. Dans la perspective favorable au nucléaire telle qu'évoquée précédemment, les ressources ne seraient alors plus que de 73 ans, qui amènent à 2088[réf. nécessaire]. Différées mais pas effacées, la plupart des questions posées par les choix énergétiques de la planète auront pris une tournure particulière dans la mesure où, en 2019, les technologies susceptibles de remplacer l'uranium 235 (thorium et réacteurs à neutrons rapides) sont encore peu développées et où le pic uranium (en) approche,,. Dans l'hypothèse où le nucléaire se serait imposé sur tout autre moyen de production d'électricité, partout en 2100, les réacteurs nucléaires actuels se seront depuis longtemps arrêtés faute de combustible, des bonds technologiques auront permis de développer des surgénérateurs ou d'autres réacteurs innovants utilisant l'uranium 238 ou le thorium 232, rentabilisant la fusion contrôlée deutérium-tritium (conditionnées par les stocks limités de lithium 6) ou la fusion contrôlée de deutérium, ce qui n'est pas acquis. Une partie du dilemme nucléaire tient au coût de développement, aux déchets qui accompagnent la plupart de ces technologies et à l'acceptation des citoyens face à elles.

### Durée de fonctionnement

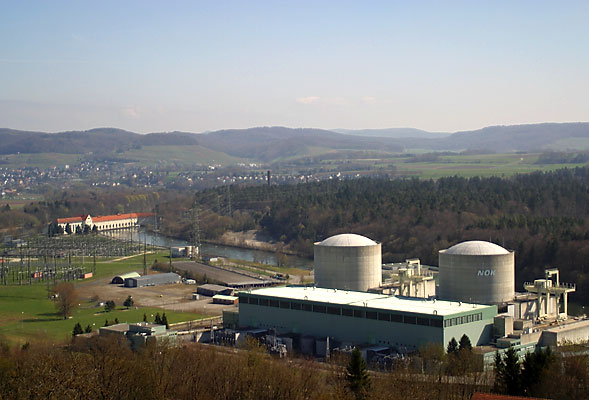
La centrale de Beznau avec l'usine hydroélectrique au second plan en 2003.

Le plus vieux réacteur nucléaire du monde encore en exploitation est, en avril 2020, le réacteur no 1 de la centrale nucléaire de Beznau, en Suisse. Ce réacteur à eau pressurisée est en service depuis juillet 1969. Les six réacteurs en fonctionnement les plus anciens, d'une puissance moyenne de 412 MW, ont été mis en service en 1969. Parmi eux figurent les réacteurs américains de Nine Mile Point 1 et Oyster Creek et les deux réacteurs de la centrale indienne de Tarapur.

## Description

Schéma de principe d'une centrale nucléaire à réacteur à eau pressurisée (REP).

Schéma de principe d'une centrale nucléaire à réacteur à eau bouillante (REB).

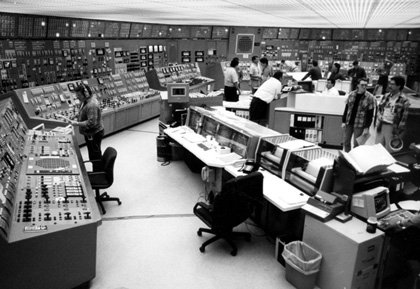
Salle de commande d'une centrale nucléaire REP américaine.

Une centrale nucléaire regroupe l'ensemble des installations permettant la production d'électricité sur un site donné. Elle comprend fréquemment plusieurs réacteurs, identiques ou non, répartis individuellement dans des « tranches » ; chaque tranche correspond à un groupe d'installations conçues pour fournir une puissance électrique donnée (par exemple en France : 900 MWe, 1 300 MWe ou 1 450 MWe).

### Différents types de réacteurs

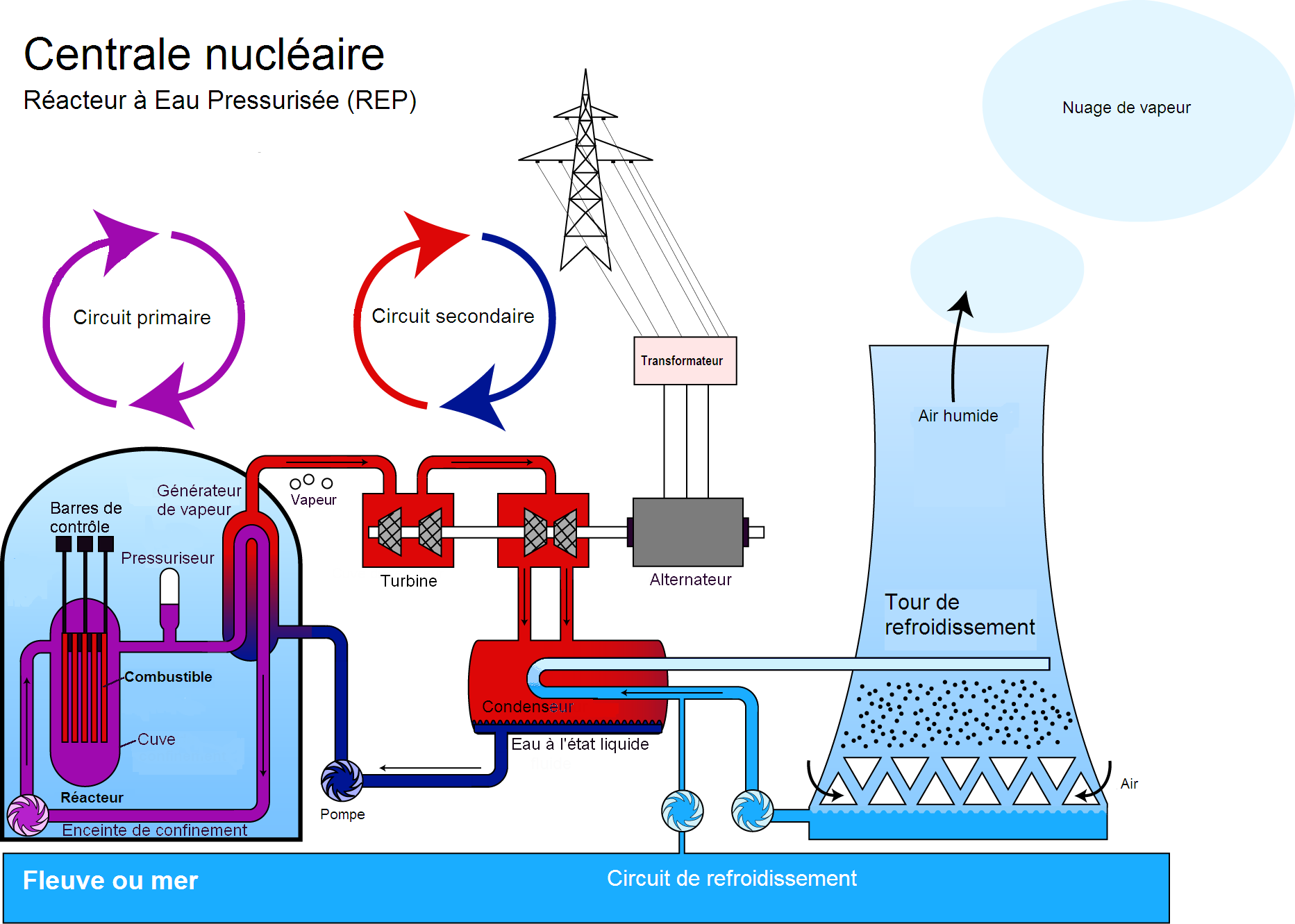
Schéma d'une centrale de type réacteur à eau pressurisée (REP).

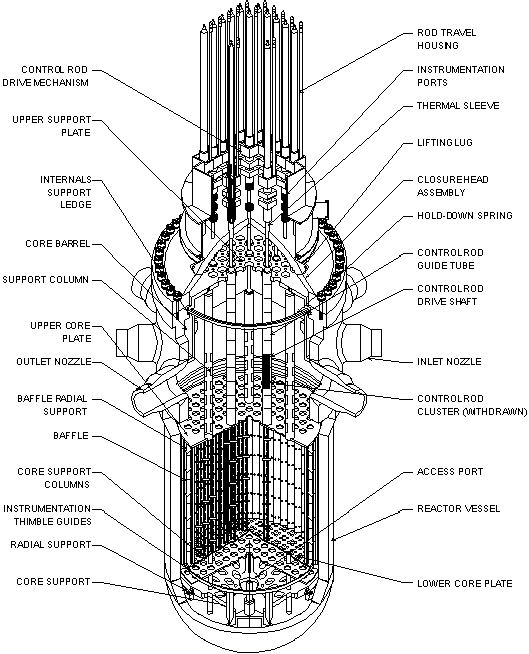
Vue en coupe de la cuve d'un réacteur à eau pressurisée.

Il existe différentes techniques de réacteurs nucléaires civils, regroupées en « filières » :
réacteur à uranium naturel modéré par du graphite (Magnox et UNGG)refroidi par du dioxyde de carbone ; filière française UNGG dont le premier réacteur à usage civil en France (EDF1). Cette filière fut abandonnée pour la filière REP pour des raisons économiques. Les centrales françaises de ce type sont toutes à l'arrêt, tout comme les centrales britanniques du même type (Magnox) ;
réacteur utilisant de l'uranium naturel modéré par de l'eau lourdefilière canadienne CANDU ;
réacteur à eau pressurisée (REP) (PWR en anglais)type de réacteur utilisant de l'oxyde d'uranium enrichi comme combustible, et est modéré et refroidi par de l'eau ordinaire sous pression. Les REP constituent l'essentiel du parc actuel : 60 % dans le monde et 80 % en Europe. Une variante en est le réacteur à eau pressurisée de conception soviétique (WWER) ;
réacteur à eau bouillante (REB) (BWR en anglais)type de réacteur est assez semblable à un réacteur à eau pressurisée, à la différence importante que l'eau primaire se vaporise dans le cœur du réacteur et alimente directement la turbine, ceci en fonctionnement normal ;
réacteur à eau lourde pressurisée ;
réacteur avancé refroidi au gaz ou AGR ;
réacteur à neutrons rapides (RNR)réacteur nucléaire à neutrons rapides et à caloporteur sodium, comme le Superphénix européen ou le BN-600 russe ;
réacteur nucléaire à sels fondus (RSF)où l'on pourrait utiliser du thorium.
réacteur de grande puissance à tubes de force (RBMK)réacteur à eau bouillante modéré au graphite de conception soviétique.

### Générations de réacteurs
Les réacteurs nucléaires ont été classés en plusieurs générations en fonction de l'âge de leur conception :
- les réacteurs opérationnels et mis en service avant les années 2010 sont dits de génération II (voire I pour les plus anciens) ;
- les réacteurs mis en service depuis les années 2010 (EPR, AP1000) sont dits de génération III ou III+ (voire II+ pour les CPR1000 chinois) ;
- les réacteurs de génération IV sont à l'étude.

### Éléments principaux d'un réacteur nucléaire
Un réacteur à eau pressurisée (REP), unique type de réacteur en fonctionnement en France, comprend les éléments suivants :
- le bâtiment réacteur, à simple ou double enceinte (en fonction du « palier » technique du réacteur). Dans ce bâtiment se trouvent :
  - la cuve, qui contient le combustible nucléaire,
  - le circuit d'eau primaire, dont le rôle principal est d'assurer le transfert thermique entre le cœur du réacteur et les générateurs de vapeur,
  - les générateurs de vapeur (trois ou quatre selon le « palier » technique du réacteur), et une partie du circuit d'eau secondaire,
  - les pompes primaires, servant à faire circuler le fluide caloporteur d'eau,
  - le pressuriseur, qui a pour fonction de maintenir l'eau traitée du circuit primaire à l'état liquide en la pressurisant ;
- le bâtiment combustible : accolé au bâtiment réacteur, il sert de stockage des assemblages du combustible nucléaire avant, pendant les arrêts de tranche et pendant le refroidissement du combustible déchargé (un tiers du combustible est remplacé tous les 12 à 18 mois). Le combustible est maintenu immergé dans des piscines de désactivation, dont l'eau sert d'écran radiologique. Ces deux bâtiments sont les seuls spécifiques à une centrale « nucléaire », les autres étant similaires à ceux d'une centrale électrique à charbon, gaz ou fioul.

### Installations de production d'électricité
Le reste des installations est commun à toutes les centrales thermiques :
- le bâtiment « salle des machines », qui contient principalement :
  - une ligne d'arbre comprenant les différents étages de la turbine à vapeur et l'alternateur (groupe turbo-alternateur),
  - le condenseur, permettant de convertir la vapeur d'eau, sortant de la turbine, en eau liquide qui peut alors être pompée par des turbopompes alimentaires et renvoyée dans les générateurs de vapeur dans le bâtiment réacteur ;
- les locaux périphériques d'exploitation (salle de commande…) ;
- des bâtiments annexes qui contiennent notamment des installations diverses de circuits auxiliaires nécessaires au fonctionnement du réacteur nucléaire et à la maintenance, les tableaux électriques alimentant tous les auxiliaires et générateurs Diesel de secours et les DUS (Diesel d'ultime de secours) ;
- une station de pompage pour assurer les besoins en eau de refroidissement ;
- une ou plusieurs tours de refroidissement, généralement la partie la plus visible des centrales thermiques, dont la hauteur en France atteint 178,5 m dans le cas de la centrale nucléaire de Golfech[52]. Ces aéroréfrigérants n'équipent que les centrales dont la source froide (rivière ou mer) ne permet pas d'évacuer la chaleur nécessaire au fonctionnement. Les tours de refroidissement permettent de réduire la température de l'eau retournée à la source froide et ainsi d'en diminuer la pollution thermique. Les sites de bord de mer n'ont généralement pas de tour de refroidissement. La hauteur de ces réfrigérants peut être réduite pour des raisons visuelles ; par exemple, compte tenu de la proximité des châteaux de la Loire, les tours à tirage induit de la centrale de Chinon ne dépassent pas 30 m[note 1],[53].

Les autres installations de la centrale électrique comprennent :
- un ou plusieurs postes électriques permettant la connexion au réseau électrique par l'intermédiaire d'une ou plusieurs lignes à haute tension, ainsi qu'une interconnexion limitée entre tranches ;
- les bâtiments technique et administratif, un magasin général…

### Centrales nucléaires flottantes
Selon des chercheurs du Massachusetts Institute of Technology et des universités du Wisconsin et de Chicago, cherchant à tirer les leçons de la catastrophe de Fukushima Daiichi, la réalisation d’une centrale nucléaire flottante permettrait d’éviter les risques liés aux tsunamis et autres phénomènes naturels imprévisibles. Plus sûre pour des coûts de production plus faibles, elle serait arrimée au fond marin à une dizaine de kilomètres de la côte ; elles pourraient reposer sur des structures tout-acier bien moins coûteuses et plus rapides à mettre en place que le béton des centrales terrestres ; le cœur de ces centrales serait situé sous la surface de l’eau et un système de sécurité permettrait de refroidir l’ensemble automatiquement en cas de besoin.
La société russe Rusatom Overseas, membre du groupe nucléaire public Rosatom, et la société chinoise CNNC New Energy ont signé le 29 juillet 2014 un mémorandum d’intention sur la construction des centrales nucléaires flottantes, technologie nucléaire annoncée comme plus sûre et moins coûteuse et vers laquelle la Russie s’est orientée depuis 2007. Autre avantage en cas d’arrêt du dispositif, la centrale pourra être remorquée vers le chantier spécialisé d’origine afin de procéder au démantèlement, protégeant ainsi le site hôte de toute contamination sur le long terme.
La Russie a lancé dès 2006, à travers le consortium russe Rosenergoatom, le premier projet de centrale nucléaire flottante (CNF), pour assurer l'approvisionnement électrique des villes et sites miniers de sa zone arctique. Le navire/centrale Akademic Lomonosov, mis à l'eau en 2010, devrait être livré en octobre 2016. Équipé de deux réacteurs KLT-40 de propulsion navale, il pourra fournir jusqu'à 70 MW d'électricité et 300 MW de chaleur, puissance qui permet l'alimentation d'une ville de 200 000 habitants. Il peut aussi être utilisé comme usine de dessalement. La durée de vie du navire devrait être de quarante ans. La Russie n'exclut pas l'exportation de ces bâtiments. Actuellement une vingtaine de pays seraient intéressés : Chine, Indonésie, Malaisie… Toutefois, la Russie ne commercialiserait pas officiellement les CNF, mais seulement l'électricité produite afin de respecter le traité de non-prolifération. La Russie envisagerait en effet de conférer aux CNF un statut d'extraterritorialité.
Il est prévu que la construction de l’Akademik Lomonosov se termine en 2018 à Saint-Pétersbourg et que l’installation soit ensuite remorquée jusqu’à Mourmansk. Le combustible nucléaire y sera chargé dans les réacteurs qui seront testés avant d’être remorqués en 2019 vers la petite ville de Pewek où ils entreront en service. Pewek est une commune peuplée de 5 000 habitants dans le nord-est de la Sibérie.
En France, la DCNS étudie depuis 2008 un projet similaire, Flexblue, dont le réacteur ancré au fond sous-marin serait déplacé verticalement selon les besoins, produisant 50 à 250 MWe.
La Chine a également des projets du même type : le 4 novembre 2016, China General Nuclear Power Corporation a annoncé le lancement de la construction de l’ACPR 50S, un réacteur de faible puissance avec 200 MW contre plus de 1 000 MW pour la plupart des centrales électrogènes dans le monde, conçu pour être installé sur un bateau ou une plateforme en mer. Le premier prototype doit être terminé en 2020. Son concurrent, China National Nuclear Corporation, prévoit son premier bateau-centrale dès 2019, doté d'une version adaptée d’un réacteur ACP 100 tout juste terminé, d’une puissance de 100  à   150 MW. Les deux entreprises travaillent avec la société de construction navale CSIC pour élaborer des projets de navires et de plateformes qui accueilleront les réacteurs. Le projet a été approuvé en avril 2016 par la commission au Plan chinoise. En juillet 2016, la presse d’État avait érigé les centrales en symbole de la puissance du pays, peu après la décision, le 12 juillet, de la cour de justice de La Haye, qui, saisie par les Philippines, avait remis en cause les revendications territoriales de Pékin sur la mer de Chine du Sud. La presse chinoise spécialisée a alors évoqué une vingtaine de plateformes nucléaires prévues en mer. Selon China National Nuclear Corporation, la construction de la plate-forme nucléaire flottante devrait être terminée d’ici 2018 et opérationnelle en 2019.

## Fonctionnement technique

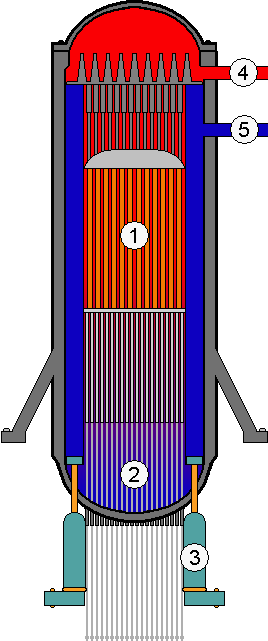
Cuve d’un réacteur à eau bouillante (réacteur ABWR).
1 : Cœur du réacteur
2 : Barres de contrôle
3 : Pompe de circulation interne
4 : Sortie de vapeur vers la turbine
5 : Entrée d'eau pour refroidir le cœur

Une tranche thermique nucléaire a le même fonctionnement qu'une tranche thermique classique : un combustible (en l'occurrence nucléaire) produit de la chaleur ; cette chaleur permet soit directement soit au travers d'un échangeur (le « générateur de vapeur » ou GV) de transformer de l'eau en vapeur ; cette vapeur entraîne une turbine qui est couplée à un alternateur qui produit l'électricité.
La différence essentielle entre une centrale nucléaire et une centrale thermique classique est matérialisée, en ce qui concerne la production de chaleur, par le remplacement de la chaudière consommant des combustibles fossiles par un réacteur nucléaire.
Pour récupérer de l'énergie mécanique à partir de chaleur, il est nécessaire de disposer d'un circuit thermodynamique : une source chaude, une circulation et une source froide.
- Pour un réacteur à eau pressurisée (REP), la source chaude est fournie par l'eau du circuit primaire, chauffée par la réaction nucléaire, à la température moyenne de 306 °C (286 °C en entrée et 323 °C en sortie de réacteur, cette dernière variant selon la puissance de la tranche).
- Pour un réacteur à eau bouillante (REB), le cœur du réacteur est la source chaude portant directement à ébullition l’eau du circuit primaire.
- La source froide du circuit de refroidissement peut être fournie par pompage d'eau de mer ou de fleuve (le système est parfois complété d'une tour aéroréfrigérante).

Ainsi, une tranche nucléaire de type REP comporte trois circuits d'eau importants indépendants, détaillés ci-après.

### Circuit primaire fermé
Le circuit primaire se situe dans une enceinte de confinement. Il est constitué d'un réacteur intégrant des grappes de contrôle et le combustible, et, suivant le type de tranche, de deux à quatre générateurs de vapeur (GV) associés chacun à une pompe primaire centrifuge (d'une masse de 90 t environ). Un pressuriseur (comprenant des gaines chauffantes) assure le maintien de la pression du circuit à 155 bar. Le circuit primaire véhicule un fluide caloporteur, de l'eau liquide en circuit fermé sous pression, qui extrait l'énergie thermique du combustible pour la transporter vers les GV. L'eau du circuit primaire a aussi comme utilité la modération des neutrons issus de la fission nucléaire. La thermalisation des neutrons les ralentit pour leur permettre d'interagir avec les atomes d'uranium 235 et déclencher la fission de leur noyau. Par ailleurs, l'eau procure un effet stabilisateur au réacteur : si la réaction s'emballait, la température du combustible et de l'eau augmenterait. Cela provoquerait, d'une part, une absorption des neutrons par le combustible (effet combustible) et d'autre part une modération moindre de l'eau (effet modérateur). Le cumul de ces deux effets est dit « effet puissance » : l'augmentation de ce terme provoquerait l'étouffement de la réaction d'elle-même, c'est donc un effet auto-stabilisant.

### Circuit secondaire fermé
Le circuit d'eau secondaire se décompose en deux parties :
- entre le condenseur et les générateurs de vapeur (GV), l'eau reste sous forme liquide : c'est l'alimentation des GV ; des turbopompes alimentaires permettent d'en élever la pression, et des échangeurs de chaleur en élèvent la température. L'eau entre dans les GV à environ 70 bar et la température s'y élève de 220 à 275 °C)[62] ;
- cette eau se vaporise dans deux à quatre GV (les tranches françaises de 900 MWe ont trois GV[63], et les tranches de 1 300 MWe et 1 450 MWe en ont quatre[64]) et les tuyauteries de vapeur alimentent successivement les étages de la turbine disposés sur une même ligne d'arbre. La vapeur acquiert une grande vitesse lors de sa détente, entraînant les roues à aubages de la turbine. Celle-ci est composée de plusieurs étages séparés et comportant chacun de nombreuses roues de diamètre différent. Dans un premier temps, la vapeur subit une première détente dans un corps haute pression (HP, de 55 à 11 bar), puis elle est récupérée, séchée et surchauffée pour subir une seconde détente dans les trois corps basse pression (BP, de 11 à 0,05 bar). On utilise les corps BP dans le but d'augmenter le rendement du cycle thermodynamique[62].

La sortie du dernier étage de la turbine donne directement sur le condenseur, un échangeur de chaleur dont la pression est maintenue à environ 50 mbar absolu (vide) par la température de l'eau du circuit de refroidissement (selon la courbe de saturation eau/vapeur). Des pompes à vide extraient les gaz incondensables en phase gaz du mélange (principalement l'oxygène moléculaire et le diazote). L'eau condensée dans cet appareil est réutilisée pour réalimenter les générateurs de vapeur.

### Source froide
L'énergie thermique non transformée en énergie mécanique, soit une puissance thermique d'environ 1 800 MWth par réacteur de 900 MWe fonctionnant à 100 % de sa puissance nominale, doit être constamment évacuée par une « source froide » ; il en va de même de la puissance résiduelle du réacteur nucléaire à l’arrêt (1,59 % de la puissance thermique une heure après l’arrêt, 0,67 % une journée après l’arrêt).
En puissance, un circuit assure le refroidissement du condenseur. L'eau de refroidissement est échangée directement avec la mer, un fleuve ou une rivière, par l'intermédiaire de pompes de circulation. Pour ces deux derniers cas, l'eau peut être refroidie par le circuit tertiaire au moyen d'un flux continu d'air à température ambiante dans une tour aéroréfrigérante ; une petite partie de l'eau, environ 0,75 m3/s soit 1,7 L/kWh produit, s'en évapore puis se condense sous forme d'un panache blanc, mélange de gouttelettes d'eau, visibles, et de vapeur d'eau, invisible. L'eau (douce ou salée) du circuit tertiaire et ouvert de refroidissement apporte constamment des propagules d'organismes (moules, huîtres), susceptibles de s'accrocher sur les parois des conduites et de les dégrader ou limiter les capacités de refroidissement (phénomène de fouling). L'eau peut aussi apporter des détritus, des algues et des groseilles de mer (petites méduses) susceptibles de boucher des crépines ou conduites. L'opérateur limite le risque en utilisant des filtres (qu'il faut régulièrement décolmater) et/ou en tuant les organismes vivants, avec des produits chimiques antifouling, un puissant biocide (ex. : chlore, qui peut être fabriqué dans la centrale à partir de l'ion chlore du sel NaCl, abondant dans l'eau de mer) et/ou des boules abrasives, utilisées pour décaper les parois des conduites de refroidissement des restes d'animaux et de biofilm bactérien éventuellement devenus résistants aux biocides.
La source froide est l'une des vulnérabilités d'une centrale. À titre d'exemples, cités par l'IRSN, en 2009, des végétaux ont bloqué la prise d'eau des réacteurs no 3 et 4 de la centrale nucléaire de Cruas, « conduisant à la perte totale du refroidissement de systèmes importants pour la sûreté du réacteur no 4 » et, cette même année, « d'autres événements ont affecté la « source froide » des réacteurs », dont une nuit où la température est descendue à −15 °C, le frasil obstruant les canalisations de la centrale de Chooz B. Une digue flottante et un système de préfiltration (grilles fixes) stoppent les objets volumineux (branches…), puis un système de filtration mécanique à tambours filtrants, ou à filtres à chaînes, munis d’un système de lavage ôte les algues, plantes et objets de petite taille.

### Production d’électricité / évacuation d’énergie
L'énergie mécanique produite par la turbine sert à entraîner l'alternateur, rotor d'une masse d'environ 150 t) qui la convertit en énergie électrique, laquelle est ensuite véhiculée par le réseau électrique. Lorsque l'alternateur fournit de la puissance électrique au réseau, on dit que la tranche est « couplée » au réseau.
Une perte du réseau, par exemple à la suite d'un incident, entraîne la déconnexion de l'alternateur du réseau, une réduction immédiate de l'alimentation en vapeur de la turbine par fermeture des organes d'admission turbine et une réduction de la puissance du réacteur. Celle-ci est alors évacuée par l'ouverture de vannes de contournement vers le condenseur disposées sur le barillet vapeur. Le groupe turboalternateur (turbine + alternateur) reste en rotation prêt au recouplage immédiat sur le réseau. On dit que la tranche est « ilotée » : elle alimente elle-même ses auxiliaires.

### Rendement d'une centrale nucléaire
Le rendement théorique des centrales nucléaires françaises actuelles est d'environ 33 %. Les centrales électriques alimentées au fioul ou au charbon possèdent un rendement un peu supérieur (environ 40 %) car elles fonctionnent avec une température de vapeur plus élevée, autorisée en raison des contraintes de sécurité moindres.
Avec de nouveaux générateurs de vapeur, la pression secondaire des nouveaux réacteurs EPR atteint quasiment 80 bars, ce qui, d'après ses promoteurs, représente la valeur conduisant au maximum de rendement pour un cycle à vapeur saturée, soit sensiblement 36 % (voir Réacteur pressurisé européen#Améliorations apportées).
Contrairement à certains autres pays, en France les réacteurs nucléaires électrogènes ne sont pas utilisés pour faire de la cogénération,.

### Performance de fonctionnement
La performance de fonctionnement des réacteurs est mesurée par leur facteur de charge, c'est-à-dire la quantité d’électricité réellement produite comparée à son maximum théorique. Selon le rapport de 2022 par l'Association nucléaire mondiale, le facteur de charge annuel moyen de l’ensemble des réacteurs électrogènes en fonctionnement dans le monde s'est progressivement amélioré, passant de 60 % dans les années 1970 à 80 % en 2000 ; il reste depuis lors à ce niveau. Il ne dépend pas de l'âge des réacteurs, les plus anciens ayant même une performance légèrement supérieure à la moyenne. Plus de la moitié des réacteurs fonctionnent à plus de 85 % de facteur de charge. La part des réacteurs affichant plus de 90 % de facteur de charge est passée d’environ 5 % à plus de 35 % du parc, tandis que les réacteurs ayant moins de 50 % de facteur de charge sont passés de 40 % du parc mondial à 12 % en cinquante ans,.
En France, les problèmes de corrosion sous contrainte qui ont amené EDF à arrêter plus d'une dizaine de réacteurs en 2021 et 2022 ne concernent que les paliers les plus récents. Il ne s’agit donc ni d’un problème de vieillissement, ni de maintenance.

### Durée de vie
D'après le GIEC, la durée de vie moyenne actuelle d'un réacteur électronucléaire est de 60 ans. En matière de règlementation, les durées d'exploitation des centrales varient selon les pays.
Un rapport de l'Association nucléaire mondiale montre qu'il n'y a pas de corrélation directe entre l'âge du réacteur et sa performance ; on observe que les réacteurs âgés de 25 à 35 ans ont affiché un taux de disponibilité plus faible entre 2018 et 2022, en moyenne, que ceux âgés de plus de 45 ans. En 2023, l'âge moyen du parc nucléaire mondial atteint 31 ans (41,2 ans aux États-Unis, 36,6 en France, 28,4 en Russie, 22,4 en Corée du Sud et 8,8 en Chine). Les États-Unis, la France, le Japon, la Chine et les autres pays exploitant le nucléaire ont engagé la prolongation de l'exploitation de leurs réacteurs nucléaires. L'approche des régulateurs américains est toutefois très différente de celle de l'ASNR française : alors qu'EDF doit mettre à niveau ses réacteurs pour qu'ils répondent aux meilleurs standards de sûreté disponibles sur le marché, les exploitants américains doivent seulement démontrer qu'ils ont mis en place des programmes pour surveiller et gérer les effets du vieillissement.

#### France
Chaque centrale reçoit une autorisation de fonctionnement pour dix ans. À l'issue de cette période, une visite décennale est organisée tous les dix ans pour effectuer des contrôles et confirmer le niveau de sûreté de l'installation. Si tous sont satisfaisants, une nouvelle autorisation de fonctionnement est donnée par l’Autorité de sûreté nucléaire et de radioprotection (ASNR) pour une période de dix ans suppémentaires,. La fin de la durée de vie peut aussi être anticipée par décision politique, par exemple pour les centrales nucléaires de Creys-Malville (Superphénix) et de Fessenheim.

#### États-Unis
La durée prévue d'exploitation de chaque centrale nucléaire a été fixée dès l'origine à 40 ans. La plupart ont vu leur autorisation de fonctionnement prolongée à 60 ans par l’autorité de sûreté nucléaire américaine (NRC) (81 réacteurs sur les 99 en service dans le pays). Celle-ci a publié fin 2015 un projet de lignes directrices, soumis à consultation publique jusqu’en février 2016, pour « décrire les méthodes et techniques acceptables par les équipes de la NRC pour le renouvellement de licence » jusqu’à 80 ans d’exploitation. Les exploitants devront démontrer que les composants les plus sensibles, notamment la cuve qui ne peut être changée, pourront être exploités de manière sûre sur une telle durée.
En décembre 2019, la NRC octroie la première prolongation à 80 ans, soit jusqu'en 2052 et 2053, pour les deux réacteurs REP de la centrale nucléaire de Turkey Point. C'est une première mondiale.
Des prolongations similaires de vingt ans ont été accordées aux deux réacteurs de Peach Bottom (Pennsylvanie) en mars 2020, et à ceux de Surry (Virginie). En 2021, les demandes de prolongation des deux réacteurs de la centrale de North Anna et des deux réacteurs de la centrale de Point Beach sont en cours d’examen par la NRC,.

#### Japon
Au Japon, dans un souci de relancer la production nucléaire pour réduire ses émissions de CO2, le gouvernement a fait adopter début 2023 une loi permettant de prolonger la durée de vie de ses centrales au-delà de 60 ans. Pour gagner encore du temps, il a aussi décidé de modifier les modalités de calcul de l'âge de ses centrales : les phases d'arrêt dues aux longs contrôles de sécurité ne sont plus comptées comme du temps d'exploitation.

#### Chine
Début 2020, le régulateur national chinois a octroyé vingt ans supplémentaires au plus vieux réacteur chinois en opération, celui de Qinshan 1, initialement autorisé à fonctionner pendant 30 ans.

#### Belgique
La Belgique a décidé, après le début de la guerre en Ukraine, de prolonger deux de ses réacteurs qui avaient atteint leur durée de vie maximale théorique de 40 ans, Doel 4 et Tihange 3.

#### Finlande
En février 2023, le gouvernement finlandais a accordé une extension de la licence d'exploitation des deux réacteurs de la centrale de Loviisa jusqu'à la fin de 2050, soit plus de 70 ans.

## Enjeux environnementaux

### Déchets
À la sortie de la centrale, le combustible usé étant, en majorité soit à près de 95 %, constitué d'uranium appauvri ainsi que de plutonium (1 %), peut servir après retraitement à retourner en centrale sous forme d'uranium de retraitement enrichi ou de MOX, selon le cycle du combustible du pays concerné.
Donc les déchets radioactifs, qui proviennent de différentes étapes du cycle du combustible nucléaire ne font qu'une fraction du volume des combustibles usés, soit moins de 5 % après retraitement. Environ 10 % de ces déchets sont des éléments de forte activité radiologique ou de longue période radioactive. La gestion de ces déchets est un processus complexe, en général confiée à une organisation spécifique.

### Rejets d'effluents radioactifs et chimiques
En fonctionnement normal, une centrale nucléaire peut émettre des rejets contrôlés radioactifs et chimiques d’effluents liquides et gazeux, il s’agit de rejets effectués dans le cadre des autorisations réglementaires de rejet,. Lors d'incident ou d'accident, une centrale peut être amenée à effectuer des rejets dépassant ceux autorisés en fonctionnement normal. La radioactivité artificielle résultante des activités humaines est souvent jugée plus dangereuse par le public que la radioactivité naturelle, bien qu'aucune étude scientifique n'étaye cette croyance.
En France, l'Autorité de sûreté nucléaire (ASN) est chargée de vérifier le respect des autorisations réglementaires de rejet par les centrales nucléaires, et est également chargée d'informer le public des rejets dans l'environnement et des risques induits pour la santé des personnes et pour l'environnement.

### Émissions de gaz à effet de serre
| Énergie primaire                  | gCO2eq/kWh | Commentaire               |
| --------------------------------- | ---------- | ------------------------- |
| Charbon                           | 820        |                           |
| Gaz cycle combiné                 | 490        |                           |
| Solaire photovoltaïque en toiture | 41         | Hors stockage ou appoint. |
| Géothermie                        | 38         |                           |
| Solaire à concentration           | 37         | Hors stockage ou appoint. |
| Hydroélectricité                  | 24         |                           |
| Solaire à concentration           | 27         | Hors stockage ou appoint. |
| Nucléaire                         | 12         |                           |
| Éolien en mer                     | 12         | Hors stockage ou appoint. |
| Éolien terrestre                  | 11         | Hors stockage ou appoint. |

La production électronucléaire est faiblement émettrice de gaz à effet de serre. Ses émissions induites sur l’ensemble du cycle de vie des centrales sont de 12 grammes équivalent CO2 par kilowatt-heure produit, en valeur médiane mondiale, selon le GIEC,. Ce chiffre est le résultat d’une analyse de cycle de vie, qui prend en compte l’ensemble des processus nécessaires à la production d’électricité nucléaire : extraction du minerai, enrichissement, construction et démantèlement de la centrale, etc. De plus, la notion d’équivalent CO2 prend en compte tous les gaz à effet de serre émis, et non uniquement le CO2.
La filière électronucléaire française a fait l’objet d’une étude par analyse de cycle de vie par le CEA en 2014. Cette étude évalue ses émissions à 5,29 grammes équivalent CO2 par kilowatt-heure produit. D’après cette même étude, les émissions de dioxyde de carbone (CO2) sont dues pour 40 % à la construction du réacteur, pour 30 % à l’extraction du minerai et pour 10 % au processus d’enrichissement. Ce dernier est de manière générale une étape du cycle du combustible potentiellement très émettrice dans la mesure où elle est très intensive en électricité. Si cette électricité est elle-même très carbonée, car produite par exemple par une centrale thermique au gaz ou au charbon, les émissions associées à ce processus sont élevées, et par conséquent celles de l'ensemble de la filière le sont aussi. La France, qui recourt à une électricité fortement décarbonée et à la technique d'ultracentrifugation, moins gourmande en électricité que la diffusion gazeuse, voit les émissions liées au processus d’enrichissement restreintes.
Le remplacement des centrales thermiques fossiles (charbon, pétrole, gaz) par des centrales nucléaires permettrait de réduire fortement les émissions de gaz à effet de serre. Une étude publiée fin 2016 par une équipe internationale dans la revue International Journal of Global Energy Issues montre qu'un programme de développement intensif du nucléaire dans les pays développés et émergents, dont l'électricité serait produite à 60 % par les centrales nucléaires et 40 % par les énergies renouvelables, pourrait mener à l'élimination complète des combustibles fossiles d'ici 2100. Ce scénario éviterait d'avoir à compter sur des solutions de capture et stockage de CO2 à grande échelle, dont la faisabilité technique et économique est loin d'être acquise.
Selon l'Agence internationale de l'énergie « la fermeture prématurée de centrales nucléaires opérationnelles reste une menace majeure pour la réalisation des objectifs 2DS (limitation à 2 °C du réchauffement climatique) » ; elle évoque en particulier en 2017 le cas des États-Unis, où de nombreuses centrales nucléaires sont menacées de fermeture à cause de la concurrence du gaz à bas prix, alors que le nucléaire est largement exclu des incitations financières accordées aux autres technologies bas-carbone. En 2019, dans son premier rapport sur le nucléaire en près de vingt ans, elle s'inquiète de l'avenir incertain des centrales nucléaires dans les pays développés, qui pourraient perdre 25 % de leur capacité nucléaire d'ici à 2025 et plus des deux tiers d'ici à 2040, notamment en Europe et aux États-Unis. Cette perte pourrait se traduire par le rejet de quatre milliards de tonnes de CO2 additionnelles dans l'atmosphère et freiner la transition écologique.
Aux États-Unis, certains États, dont le New Jersey, New York et l’Illinois, ont alors inclus le nucléaire dans leurs programmes de subventions aux énergies propres en 2019.
En mars 2021, le rapport commandé par la Commission européenne aux experts scientifiques du Centre commun de recherche conclut que le nucléaire devrait entrer dans la « taxonomie verte » car « les analyses n'ont pas révélé d'éléments scientifiques prouvant que l'énergie nucléaire est plus dommageable pour la santé ou l'environnement que d'autres technologies de production d'électricité déjà incluses dans la taxonomie » ; il note un « large consensus scientifique et technique » en faveur du stockage en couche géologique profonde, une méthode « appropriée et sûre ».
Le 31 décembre 2021, la Commission européenne dévoile son projet de labellisation verte pour les activités contribuant à la réduction des gaz à effet de serre. Ce document fixe les conditions de l'inclusion du nucléaire et du gaz dans la taxonomie européenne, les deux sources d'énergie se retrouvant dans la même catégorie juridique, même si le nucléaire n'est nulle part qualifié formellement d'énergie de « transition », à la différence du gaz. Les nouveaux projets de centrales nucléaires devront avoir obtenu un permis de construire avant 2045 (avec une clause de rendez-vous pour la suite). Les travaux permettant de prolonger la durée de vie des réacteurs existants, tels que le « grand carénage » d'EDF, devront avoir été autorisés avant 2040. Des garanties seront exigées en matière de traitement des déchets nucléaires et de démantèlement des installations, conformes aux traités existants.
Selon CDC climat, l'arrêt des centrales nucléaires allemandes décidé au lendemain de l'accident nucléaire de Fukushima aurait immédiatement dû entraîner une augmentation de près de 13 % des émissions de CO2 de l'Allemagne. Cependant, l'Allemagne n'a pas eu recours au charbon pour compenser l'arrêt de huit de ses 17 réacteurs en 2011, année plutôt douce. Exportatrice d'électricité en 2009, à hauteur de 21 % de la capacité polonaise, 27 % de la néerlandaise, 40 % de la belge ou de la tchèque, ses régions septentrionales ont pu compenser les pertes du Sud déficitaire, grâce aux réseaux électriques des pays voisins. L'effacement en Allemagne de près de 7 GW de puissance installée a donc un impact important sur l'immédiat et sur l'avenir de la politique énergétique européenne.
La mise à l’arrêt prématurée de capacités électronucléaires, non compensée par la mise en service de capacités équivalentes (c'est-à-dire pilotables et bas carbone, telle que l’hydroélectricité), se traduit par une augmentation des émissions de gaz à effet de serre en raison de l’ordre d’appel des capacités électrogènes sur le marché européen. En effet, le marché de l'électricité appelle les différentes capacités électrogènes du réseau dans un ordre précis, celui des coûts variables croissants. Les coûts variables dépendent du prix du combustible (charbon, gaz, uranium enrichi) et du prix sur le marché européen du CO2 émis par les centrales thermiques à flamme (charbon, gaz, fioul). En 2021, les capacités électrogènes sont ainsi appelées dans l’ordre suivant : énergies dites « renouvelables » (coûts variables nuls), nucléaire, lignite, gaz, charbon. En conséquence, toute fermeture d’une capacité électronucléaire appelle à solliciter les capacités arrivant après dans l’ordre de mérite, donc les centrales thermiques à flammes dont les émissions de gaz à effet de serres sont très élevées. Le développement des énergies dites renouvelables comme l’éolien et le photovoltaïque permet de compenser cet excès d’émissions. Néanmoins, en raison de leur intermittence, dès lors qu’il n’y a pas assez de vent ou de soleil pour répondre à la demande en électricité, et en l’absence de moyens de stockage d’électricité massifs, ce sont des centrales thermiques assurent la production.
Les centrales nucléaires, comme toutes les centrales thermiques, rejettent d'importantes quantités de vapeur d'eau du fait de leur mode de refroidissement à travers des tours de refroidissement à effet Venturi. Même si la vapeur d'eau est un des principaux gaz à effet de serre, ses émissions d'origine humaine jouent un rôle très négligeable dans l’augmentation de l’effet de serre. En effet, seule une partie très infime de la vapeur d’eau atmosphérique est due aux activités humaines, et la vapeur d’eau reste très peu de temps dans l’atmosphère, à peine quelques jours, tandis qu’un gaz comme le dioxyde de carbone y demeure un siècle environ.
Les transformateurs électriques des centrales électriques rejettent également de l'hexafluorure de soufre (SF6), puissant gaz à effet de serre, qui est utilisé comme isolant électrique. En 2002, le SF6 utilisé dans l’appareillage électrique représentait ainsi 0,05 % des émissions de gaz à effet de serre de l’Europe des 15 et 0,3 % de la contribution mondiale à l'effet de serre.

### Rejets thermiques
Comme dans toute centrale thermique, seulement 30 à 40 % de l'énergie produite est transformée en électricité,, le surplus d'énergie produit est dissipé sous forme de chaleur, conduisant à un réchauffement de l'air et de l'eau (source froide nécessaire au fonctionnement de toute centrale thermique). Le panache blanc, mélange de fines gouttelettes d'eau visibles et de vapeur d'eau, issu des tours de refroidissement, est l'aspect le plus visible de cette pollution. Dans le cas d'une centrale nucléaire, où la source chaude ne peut pas atteindre les températures des centrales thermiques classiques, le rendement de Carnot est plus faible du fait de cette température maximale plus faible de la source chaude.
Ce réchauffement ou « rejet thermique » constitue une pollution thermique permanente inhérente au fonctionnement des centrales thermiques (nucléaire, fioul, charbon, gaz, certaines huiles minérales, déchets industriels ou agricoles, déchets ménagers). Une centrale nucléaire est donc source de pollution thermique par ses rejets de la même manière que toute centrale thermique classique. Par exemple, les 45 GWe d'énergie nucléaire française produisent globalement une pollution thermique équivalente à l'énergie déposée par le Soleil sur 0,05 % de la superficie de la France.
En France, il existe réglementairement des limites à ne pas dépasser pour éviter un réchauffement local trop important de la source froide (fleuve, rivière, mer) car l'eau prélevée est restituée à une température légèrement supérieure à sa température de prélèvement. En conséquence, la production doit être diminuée ou suspendue si l'eau restituée est trop chaude par rapport au débit du fleuve (effet de dilution), ou en absence de dérogations à la réglementation (délivrées par l'Autorité de sûreté nucléaire et de radioprotection (ASNR) pour les centrales nucléaires, par exemple lors de la sécheresse de 2003,,). EDF envisage d'accélérer ses investissements pour augmenter les capacités de stockage des effluents en eau de ses centrales nucléaires. Depuis le début des années 2000, les pertes de production électrique pour raisons environnementales atteignent 0,3 % de la production du groupe ; elles devraient atteindre 1,5 % à l'horizon 2050. L'entreprise discute avec l'ASNR d'une réévaluation des normes environnementales qui limitent les rejets dans les cours d'eau, demandant en particulier que la réglementation soit cadrée sur le niveau d'échauffement et non sur une température absolue
Une façon de résoudre le problème des rejets thermiques serait de récupérer l'énergie thermique produite par les centrales nucléaires dans des réseaux de chaleur pour le chauffage urbain, comme on le fait pour des centrales au gaz naturel par exemple. Cette solution, appelée cogénération nucléaire, commençait à être étudiée par le CEA en 2015[réf. nécessaire].

### Prélèvements d'eau
De la même manière que pour les centrales thermiques classiques (à flamme), lors de la production d'électricité, les prélèvements d'eau pour le refroidissement sont très variables selon que le système de refroidissement est en circuit ouvert ou en circuit fermé.

#### En circuit ouvert
L’eau du circuit de refroidissement, directement prélevée dans la mer ou dans un fleuve à grand débit, se réchauffe en traversant le condenseur. Celui-ci est composé d'un millier de tubes au contact desquels la vapeur du circuit secondaire se condense puis l’eau condensée est renvoyée vers le générateur de vapeur. L’eau du circuit de refroidissement qui circule dans les tubes est réchauffée lors de la condensation de la vapeur, puis est renvoyée dans la rivière ou la mer (par un chenal ou des conduites) ; dans ce cas de figure, les prélèvements sont d'environ 50 m3/s pour les réacteurs nucléaires de 900 à 1 300 MWe, et l'eau est intégralement restituée à la source.

#### En circuit fermé
L’eau du circuit de refroidissement – prélevée d'un fleuve à débit plus faible ou d'une rivière – et qui s’est réchauffée dans le condenseur, est refroidie par un courant d’air dans une tour de refroidissement, appelée tour aéroréfrigérante ; une partie de l’eau s’évapore dans l’atmosphère (panache de vapeur d’eau) ; l’autre partie retourne au condenseur, un appoint d’eau d’environ 2 m3/s pour une tranche nucléaire de 1 300 MWe, est réalisé pour compenser l’eau évaporée et le débit de purge (1,25 m3/s).
D'un point de vue environnemental, L'eau prélevée est restituée à une température légèrement supérieure (voire égale en cas d'utilisation de réfrigérants de purge), et, pour les circuits fermés, à une qualité inférieure puisque contenant des additifs de traitement contre le tartre destinés à éviter que les eaux de refroidissement mènent à l'encrassement du condenseur. Les centrales thermiques (classiques ou nucléaires) installées au bord des fleuves de faible débit ou des rivières, sont en circuit fermé en raison des variations de débit des cours d'eau, en période de sécheresse notamment. Les centrales situées en bord de mer ou sur un fleuve de fort débit, sont moins sensibles à ces contraintes puisque leur source de refroidissement est plus importante ou moins soumise aux variations de température.
En revanche, une des particularités fondamentales des centrales nucléaires par rapport aux centrales thermiques classiques est la nécessité de devoir maintenir le refroidissement après l'arrêt car une quantité considérable de chaleur, la puissance résiduelle, continue d'être dégagée par le combustible nucléaire usé,,. Du point de vue de la sûreté nucléaire, le refroidissement est donc crucial même après l'arrêt du réacteur, pour éviter la fusion du combustible nucléaire.
Dans le cas d'un refroidissement en circuit ouvert, la centrale nucléaire nécessite de 70 à 100 fois moins d'eau à l'arrêt qu'en fonctionnement normal. Dans le cas d'un refroidissement en circuit fermé, le besoin en eau à l'arrêt est divisé par trois à quatre, par rapport au fonctionnement normal.

#### Prélèvements en France
Le prélèvement d'eau pour refroidissement est estimé par EDF à 160 L/kWh en cas de refroidissement par eau et à 6 L/kWh si la centrale utilise une tour aéroréfrigérante. En 2005, pour refroidir son parc (thermique à flamme plus nucléaire), EDF a prélevé dans le milieu naturel environ 42 milliards de mètres cubes d'eau (pour produire 450 milliards de kilowatts-heures). Sur ceux-ci, 16,5 ont été prélevés dans un fleuve ou une rivière et le reste en mer, dont environ 500 millions de mètres cubes ont été évaporés dans les tours. L'eau de refroidissement est restituée à 97,5 % au milieu (réchauffée d'une dizaine de degrés, sauf dans le cas des aéroréfrigérants, mais alors l'eau est polluée par les biocides utilisés contre l'encrassement des conduites[réf. nécessaire]).
Sa consommation d'eau douce faisait d'EDF le premier utilisateur d'eau de France : 57 % de toute l'eau consommée en 2002, devant l'eau potable (18 % du total), à l'industrie (11 %) et à l'irrigation (14 %). En 2013, le prélèvement était de 51 % du volume total d'eau douce, soit 17 milliards de mètres cubes.
La localisation géographique des plus gros prélèvements d’eau douce s’explique par la présence de réacteurs nucléaires dotés de circuits de refroidissement ouverts : par ordre décroissant, Tricastin (Isère, Drôme), Saint-Alban (Rhône moyen), Bugey (Haut Rhône), toutes trois situées sur le Rhône, suivies de Fessenheim (Rhin supérieur), respectivement 4 895 millions, 3 668 millions, 2 363 millions, 1 752 millions de mètres cubes prélevés annuellement,. Ces réacteurs constituent 70 % des prélèvements d’eau douce des centrales électriques en France. Près de 90 % de l’eau prélevée est toutefois restituée au milieu naturel à proximité du lieu de prélèvement.
Les 30 réacteurs du groupe qui sont refroidis au moyen de tours aéroréfrigérantes fonctionnant par évaporation d'eau restituent 77 % de l'eau consommée. Afin de réduire sa consommation d'eau, EDF teste un dispositif conçu par une équipe du MIT pour récupérer la vapeur d'eau à la sortie des aéroréfrigérants, au moyen de panneaux.

## Risques et dangers
Plusieurs accidents avec fusion partielle ou totale du cœur se sont produits dans le monde :
- 1957 : incendie de Windscale (Royaume-Uni) ;
- 1969 : fusion du cœur à la centrale nucléaire de Lucens (Suisse) ;
- 1969 : fusion partielle du réacteur A1 de la centrale nucléaire de Saint-Laurent (France) ;
- 1979 : accident nucléaire de Three Mile Island (États-Unis) ;
- 1980 : fusion partielle du réacteur A2 de la centrale nucléaire de Saint-Laurent (France) ;
- 1986 : catastrophe de Tchernobyl (Ukraine) ;
- 2011 : accident nucléaire de Fukushima (Japon).

Les accidents de Fukushima et Tchernobyl ont été classés au niveau 7 (« accident majeur »), niveau maximal de l'échelle de classification INES.

### Risques d'accident

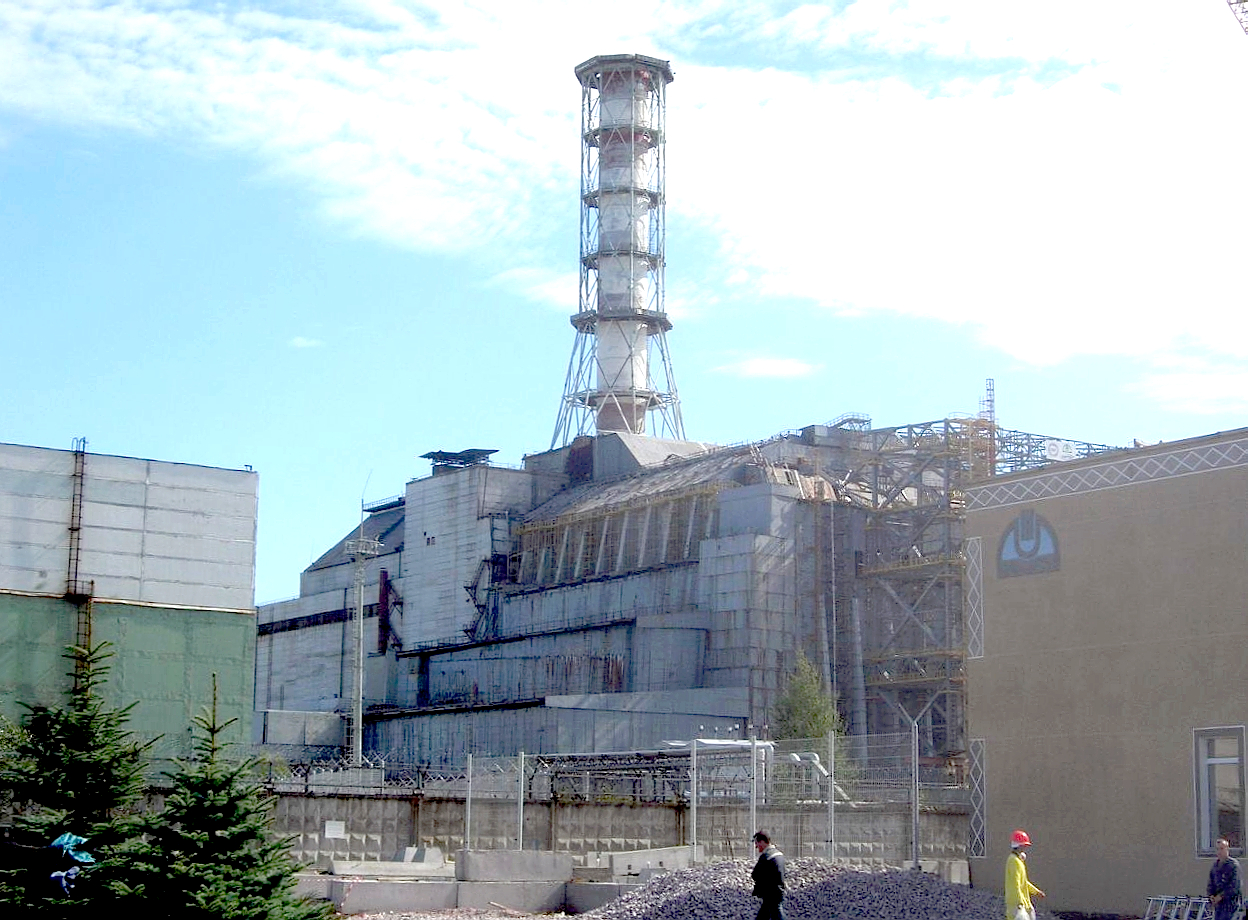
Sarcophage sur le réacteur no 4 de Tchernobyl.

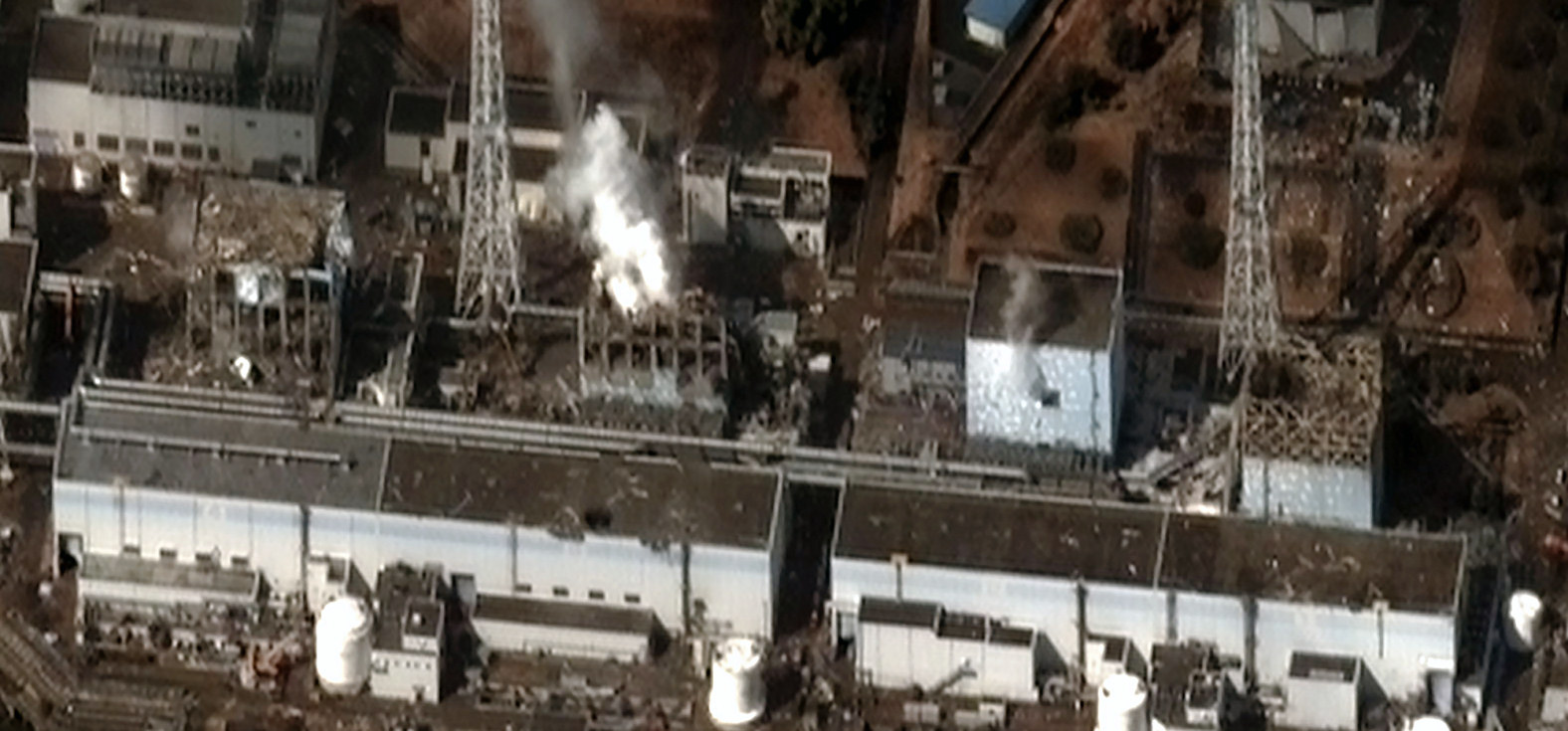
Centrale de Fukushima Daiichi peu de temps après l'accident.

L'accident majeur redouté en cas de perte du confinement, donc de dispersion de matériaux radioactifs dans l’environnement, est la fusion du cœur d'un réacteur nucléaire.
Pour les centrales nucléaires françaises de première génération, l'objectif était d'avoir une probabilité de fusion du cœur inférieure à 5⁄100000 (5 × 10−5) par réacteur et par an. Cette sûreté a été améliorée dans la deuxième génération et la probabilité d’accident de fusion du cœur d'un réacteur à eau pressurisée a été estimée à 10−5 par année réacteur 1 300 MWe. Les chiffres pour les centrales allemandes sont comparables[réf. nécessaire]. Ce niveau de sûreté était un peu supérieur à celui constaté dans le reste du monde. Début 2019, l'industrie de production d’électricité nucléaire civile avait accumulé une expérience totale de 17 000 années réacteur de fonctionnement avec trois accidents majeurs.
Les EPR, de génération III+, doivent démontrer un niveau garanti de sûreté encore dix fois plus élevé, d'un accident majeur pour dix millions d'années de fonctionnement.
La conception des centrales nucléaires de quatrième génération fait l'objet d'une coordination internationale, dont les études de sûreté reposent sur des conceptions intrinsèquement sûres.
Les études de sûreté nucléaire sont contrôlées en France par l'autorité de sûreté nucléaire et de radioprotection (ASNR). L'ASNR met à disposition les informations relatives aux incidents se produisant dans les centrales nucléaires françaises,.

### Sécurité
Par ailleurs, Greenpeace alerte depuis plusieurs années sur les risques liés à la sécurité nucléaire dans les centrales françaises. Le 10 octobre 2017, un rapport de sept personnes mandatées par l'ONG, qui les présente comme des « experts indépendants », met en cause la sécurité des installations nucléaires françaises et belges et a été remis aux autorités. Il affirme que les centrales seraient vulnérables face aux risques d'attaques extérieures, en particulier de certaines installations telles que les piscines d'entreposage des combustibles nucléaires usés. Le directeur général de l’IRSN relativise la portée du rapport de Greenpeace France, qui selon lui n’apporte rien de nouveau à la réflexion sur le renforcement de la sécurité des installations nucléaires et ne voit pas dans « la bunkérisation des piscines promue par Greenpeace » une solution efficace.
Plusieurs militants de l’association écologiste Greenpeace ont également réussi à pénétrer à l'intérieur de l’enceinte de la centrale nucléaire de Cattenom, en Lorraine. Sur place, ils ont allumé un feu d’artifice pour dénoncer le manque de sécurité. Les militants ont été interceptés par les gendarmes avant d'avoir pu atteindre la zone nucléaire.

### Retraitement des déchets
Le débat sur les risques liés au retraitement des déchets nucléaires est monté en France au milieu des années 1970, en particulier à la CFDT, porté par le polytechnicien (1957) et docteur ès sciences (physique des réacteurs nucléaires) Bernard Laponche, qui avait participé à l'élaboration des premières centrales nucléaires françaises au Commissariat à l'énergie atomique, de 1961 à 1973.

### Risques sanitaires liés à l'énergie nucléaire

Panneau d'avertissement de zone radioactive.

En décembre 2007, les résultats de l'étude du Registre des cancers des enfants allemands ont été rendus publics par sa directrice Maria Blettner : l'étude indique que l'on observe en Allemagne une relation entre la proximité d'une habitation par rapport à la centrale nucléaire la plus proche et le risque pour les enfants d'être atteints, avant l'âge de cinq ans, d'un cancer ou d'une leucémie. Pour autant, le rayonnement ionisant n'a pas été formellement identifié comme une cause, l'exposition à de faibles doses d'irradiation n'ayant été ni mesurée ni modélisée.
En France, le projet Geocap de l'équipe Inserm U1018-Eq. 6 constatait sur la période 2002-2007 un excès significatif d'incidence des leucémies — un quasi-doublement à 14 cas — aiguës chez les enfants demeurant à moins de 5 km,, un résultat qui n'est cependant pas retrouvé sur les intervalles de temps 1990-2001 ni 1990-2007. L’hypothèse d’un mécanisme impliquant les radiations transmises par le panache de fumée des centrales a été écartée, d’autres hypothèses restent à tester,. Une étude utilisant une géolocalisation plus précise des cas, publiée dans le British journal of cancer en 2013, a conclu que cet « effet leucémie » était plutôt dû à la proximité des lignes à haute tension (cet effet n'est statistiquement net et observable que chez des enfants vivant à moins de 50 m de l'une de ces lignes). Une association a aussi été trouvée avec une exposition à la pollution routière — pour certaines formes de leucémies et quand les enfants habitent près d'une route fréquentée.
Selon certaines études, les risques réels pour la santé de l'énergie nucléaire n'ont pas de rapport avec les préjugés pour cette technologie. Une étude parue dans la revue médicale The Lancet, exploitant les résumés des données de communauté médicale mondiale par l'UNSCEAR et l'OMS, suggère que l'énergie nucléaire a provoqué moins de décès et de blessés que chacune des autres énergies majeures, qu'elles soient fossiles comme le charbon, le pétrole et le gaz, ou dites « renouvelables » comme l'hydroélectricité, logique confirmée par des calculs étendus par Forbes aux autres énergies renouvelables. Ainsi, selon une autre étude du NASA Goddard Institute par le climatologue et lanceur d'alerte James E. Hansen, l'utilisation de cette énergie a permis d'éviter 1,84 million de décès prématurés, sans compter les risques liés à l'émission de 64 milliards de tonnes d'équivalent CO2, comme un changement climatique brutal.
La dose annuelle de rayonnement moyen perçue par personne est infinitésimale aux abords d'une centrale nucléaire, en comparaison des doses naturellement présentes ou de celles liées à des applications médicales. L'Office fédéral de la santé publique estime ainsi en 2011 que le rayonnement à proximité immédiate d'une centrale nucléaire en Suisse atteint 0,001 à 0,005 mSv annuellement, soit environ 400 fois moins que la dose de rayonnement naturel[source insuffisante]. Celle-ci est due en premier lieu à la radioactivité naturelle, par désintégration du radon (3,2 mSv par an), suivie par les applications médicales (1,2 mSv), le rayonnement cosmique (0,4 mSv), le rayonnement terrestre (0,35 mSv) et l'alimentation (0,35 mSv).

## Débat politique sur l'énergie nucléaire

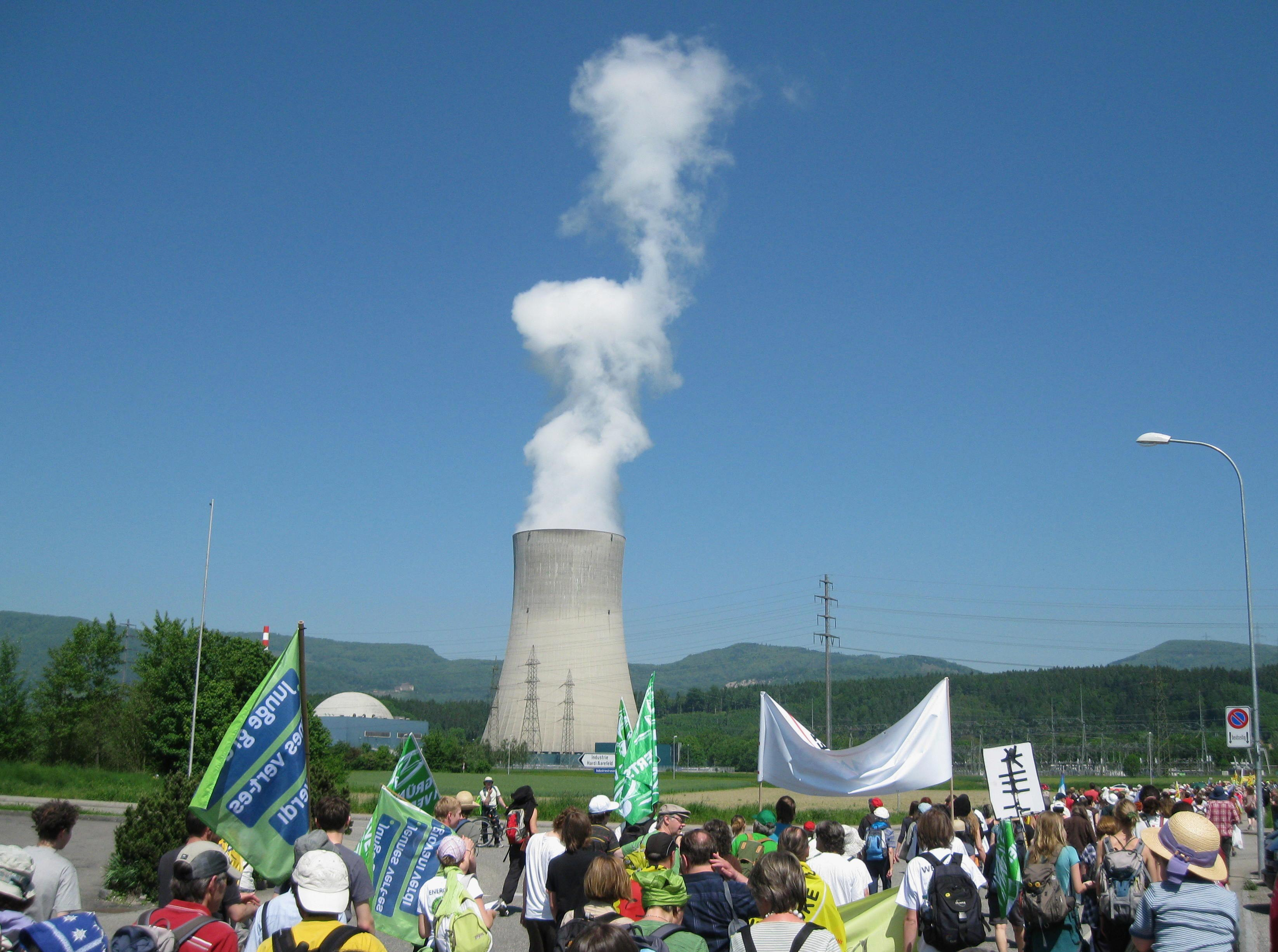
Manifestation près de la centrale nucléaire de Gösgen (Suisse) en 2010.

L'utilisation du nucléaire pour la production d'électricité est le sujet qui anime les conflits d'opinion les plus intenses[réf. incomplète].

## Démantèlement
Après l'arrêt définitif de l'exploitation, une centrale nucléaire est en principe entièrement démantelée, y compris les réacteurs nucléaires.
Début 2017, en France, sur les 17 réacteurs de puissance arrêtés définitivement depuis 1968 et plus d'une trentaine de réacteurs de recherche, aucun n'a été complètement démantelé. Le stockage des déchets issus du démantèlement pose des problèmes de gestion des déchets radioactifs, comme pour les déchets de graphite issus de la filière uranium naturel graphite gaz aujourd'hui démantelée. Enfin, le coût du démantèlement en France est sous-estimé par l'exploitant EDF, selon un rapport parlementaire datant de 2017.
En septembre 2022, l’Agence internationale de l'énergie atomique dénombre 203 réacteurs nucléaires électrogènes arrêtés définitivement, dont 41 aux États-Unis, 36 au Royaume-Uni, 30 en Allemagne, 27 au Japon, 14 en France, 10 en Russie et 6 au Canada.

## Coûts et économie

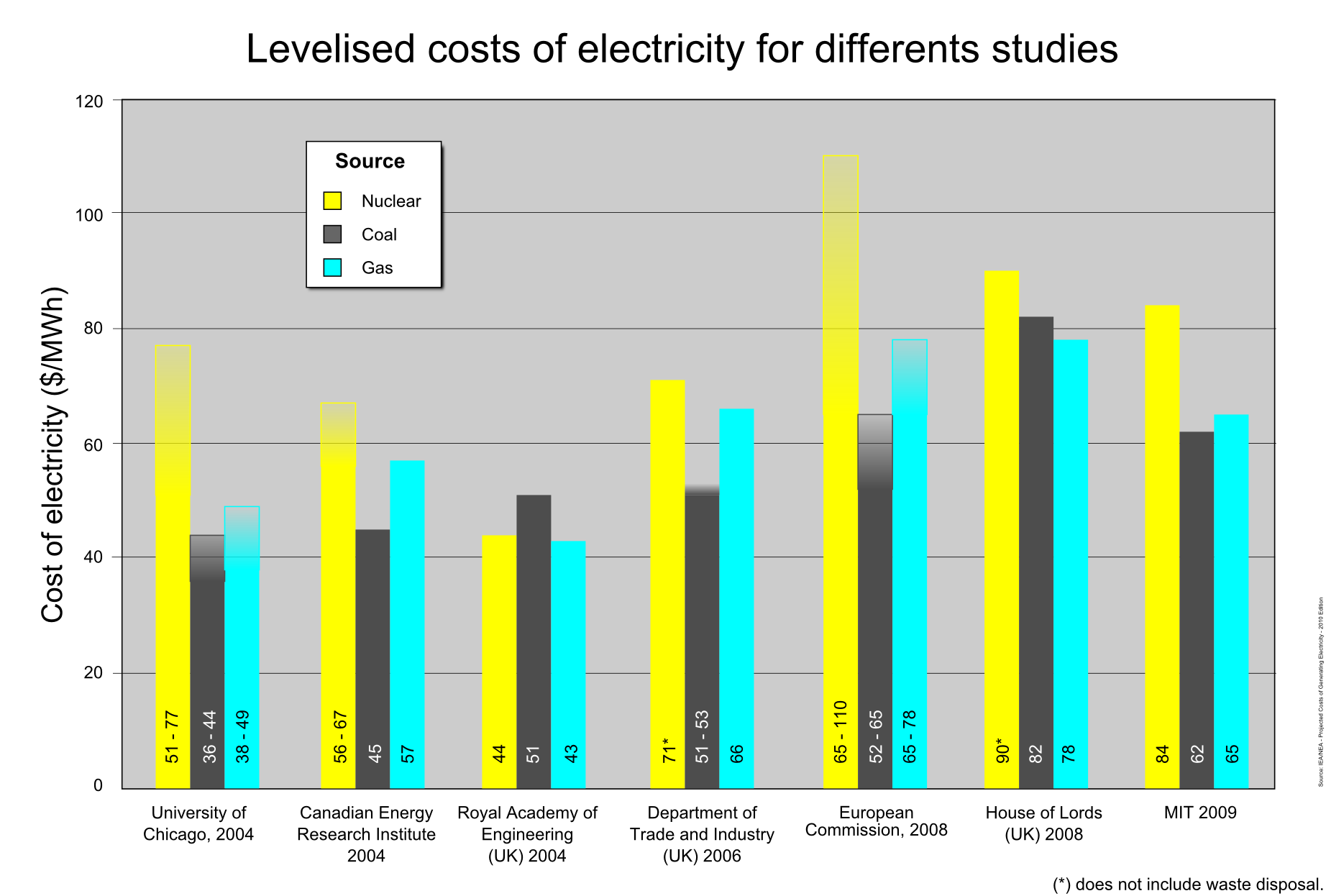
Les coûts du nucléaire selon différentes études.

### Coût du nucléaire
Le prix du kilowatt-heure nucléaire est une notion complexe, car il s'agit d'un investissement lourd et à longue échéance. Le prix varie selon les sources, donnant pour certaines le nucléaire comme moins coûteux, ; le donnant selon d'autres comme plus coûteux. Le Rocky Mountain Institute, un organisme indépendant de recherche et de conseils en énergie créé par Amory B. Lovins, a conclu en 2005 que, en tenant compte des frais de démantèlement des réacteurs et de gestion des déchets, le nucléaire est plus coûteux et hasardeux que tout autre moyen de production d'électricité,,. Selon Hubert Reeves en 2005 (avant la libéralisation du marché de l'électricité en Europe), dans les pays dotés d'un marché compétitif de l'énergie, peu de compagnies investissaient dans le nucléaire, plutôt développé dans des pays à monopole énergétique[évasif] ; au début du XXIe siècle, des sociétés comme British Petroleum et Shell Oil, voyant venir la fin du pétrole, n'investissaient pas dans le nucléaire mais dans les énergies renouvelables, projets à plus court terme et plus avantageux car subventionnés.
En 2007, en Lituanie, les coûts de construction d'un site d'une capacité de 800 à 1 600 MW ont été estimés entre 2,4 et 4 milliards d'euros.
En octobre 2021, RTE a publié un rapport sur la trajectoire à adopter pour atteindre une électricité entièrement décarbonée en 2050. Le rapport prévoit que la consommation électrique de la France en 2050 sera entre 555 TWh/an (trajectoire de sobriété) et 755 TWh/an (réindustrialisation profonde), la moyenne des deux étant prise à 645 TWh/an. Pour atteindre cette production, six mix électriques sont proposés, dont trois considèrent une part de nucléaire entre 26 et 50 %. Il en ressort que plus un mix contient de nucléaire, moins il est cher : le mix N03 contenant 50 % de nucléaire et 50 % d'énergies renouvelables coûte 59 milliards d'euros par an ; le scénario M23 à 0 % de nucléaire et 100 % d'énergie renouvelable coûte 71 milliards d'euros par an, alors qu'il s'agit du moins cher des scénarios à 100 % d'énergies renouvelables. Ces scénarios prennent en compte la baisse probable du coût de l'énergie renouvelable ainsi que le coût de la gestion des déchets nucléaires et du démantèlement des centrales nucléaires. L'organisme conclut ainsi que « construire de nouveaux réacteurs nucléaires est pertinent du point de vue économique ».
Selon le rapport de la Commission de régulation de l’énergie (CRE) de juillet 2023 sur les coûts du parc électronucléaire existant, qui retient l'hypothèse médiane de RTE à 360 TWh par an, le coût complet ressort à 60,7 €/MWh pour la période 2026-2030, 59,1 €/MWh pour 2030-2035 et 57,3 €/MWh pour 2036-2040. Cette estimation tient notamment compte des charges d’exploitation (combustible compris), des investissements sur le parc existant (y compris le grand carénage), de gestion des matières et déchets nucléaires, des coûts de post-exploitation et d’investissements dans la construction de l’EPR de Flamanville 3,.

### Financement
Le poids prépondérant de la puissance publique n'est pas limité au nucléaire, il s'étend à l'ensemble du secteur énergétique. Selon l'Agence internationale de l'énergie, « sur les 2 000 milliards de dollars d’investissement dans l’approvisionnement énergétique nécessaires chaque année, plus de 70 % proviennent d’entités contrôlées par les États ou dont les revenus sont garantis totalement, ou partiellement, par la loi. Les cadres institués par les pouvoirs publics déterminent également le rythme des progrès de l'efficacité énergétique et de l'innovation technique. Les politiques et les choix adoptés par les gouvernements aujourd’hui jouent un rôle fondamental pour déterminer le futur des systèmes énergétiques ».
En France, EDF est son propre assureur, les compagnies d'assurance ne couvrant pas les centrales nucléaires : « couvrir le coût d'un accident grave via un fonds d'indemnisation renchérirait celui du MWh de plusieurs euros »,.
En juin 2025, la Banque mondiale signe un protocole d'accord avec l'Agence internationale de l'énergie atomique (AIEA) pour approfondir sa compréhension en matière de sûreté nucléaire, de planification énergétique, de nouvelles technologies et de gestion des déchets. La Banque mondiale souhaite prolonger la durée de vie des centrales nucléaires existantes dans les pays en développement, ainsi que promouvoir les petits réacteurs modulaires, qui offrent une flexibilité de déploiement, des coûts initiaux réduits et un potentiel d'adoption à grande échelle dans les économies en développement. En 2024, les pays en développement représentent moins de 7 % de la production nucléaire mondiale ; l'Inde (1,8 %), le Pakistan (0,9 %) et le Brésil (0,5 %) sont parmi les plus importants.

## Projets de recherche
Le Forum international Génération IV organise la coopération internationale sur les recherches visant à développer de nouveaux concepts de réacteur dits de quatrième génération.
Plus récemment, un grand nombre de projets ont été lancés, dans la plupart des pays déjà dotés d'une industrie nucléaire, pour développer des concepts de petits réacteurs modulaires, dont la taille réduite, la conception modulaire et les méthodes de fabrication à la chaîne en usine pourraient faciliter le financement et abaisser le coût.

### Réacteurs de quatrième génération
Parmi les six concepts retenus par le Forum international Génération IV pour la phase de recherche et développement, les plus étudiés sont les suivants.

#### Réacteurs rapides refroidis au sodium
En France, compte tenu d'une forte opposition politique, le réacteur Superphénix français de 1 240 MWe, mis en service en 1985, a été fermé en 1998.
Le surgénérateur Phénix (233 MWe), mis en service en 1973, a été arrêté en 2010 et le projet Astrid (600 MWe), qui devait prendre la suite de la filière, est suspendu depuis 2019.

#### Réacteurs à très haute température
Un réacteur à très haute température (RTHT) est un réacteur qui permet de produire de la chaleur à très haute température (environ 1 000 °C), laquelle peut ensuite être utilisée telle quelle ou pour fabriquer de l'électricité ou de l'hydrogène, voire combiner ces usages en cogénération.
Les réacteurs à haute température (HTR) ou très haute température (VHTR) offrent un concept original développé dans les années 1960 à 1980. Plusieurs réacteurs HTR ont été construits à cette période et ont fonctionné, dont deux réacteurs de puissance en Allemagne et aux États-Unis à 300 et 330 MWe. Leur concept modulaire permet, en cas d'accident, d'évacuer la chaleur uniquement par rayonnement thermique, sans qu'il soit nécessaire d'adjoindre au réacteur des systèmes de refroidissement de secours, particulièrement coûteux. Un atout majeur des HTR et des futurs VHTR est leur combustible exceptionnellement robuste, constitué de particules de un millimètre de diamètre composées d'un noyau fissile et de plusieurs couches d'enrobage qui retiennent les produits de fission jusqu'à au moins 1 600 °C. Par ailleurs, la conception des HTR, avec un modérateur (graphite) indépendant du réfrigérant (hélium), leur permet de brûler de façon très souple toute espèce de noyaux fissiles. Ce type de réacteur est en particulier un excellent brûleur de plutonium, détruisant environ 70 % de la quantité introduite dans le cœur et plus de 90 % de ses isotopes fissiles.
En Chine, l’université Tsinghua a lancé en 2012 la construction d'une centrale nucléaire dotée d’un réacteur nucléaire de démonstration à très haute température refroidi à l’hélium (RTHT) d'une puissance de 200 MW. Située à Rongcheng, dans la province du Shangdong à l’est de la Chine, la centrale nucléaire devait être mise en service à la fin de 2017. Conçu pour que le cœur n'entre pas en fusion, son réacteur serait l'un des plus sûrs du monde. La centrale nucléaire contenant le RTHT devrait accueillir six réacteurs connectés à une seule turbine à vapeur, avec un rendement énergétique de 43,7 %.

#### Réacteurs à sels fondus
Le projet le plus avancé est le réacteur intégral à sels fondus développé par la société canadienne Terrestrial Energy,. D'autres projets sont en développement en Chine, aux États-Unis, au Royaume-Uni, au Japon, etc.